# Guerra civil siria
La guerra civil siria o guerra de Siria es un conflicto armado que se inició en Siria tras unas protestas antigubernamentales el 15 de marzo de 2011. Esas protestas acabaron en enfrentamientos entre las fuerzas armadas del país y la oposición, que incluye a varios grupos terroristas. La guerra se ha convertido en un conflicto internacional entre varios países, incluidos las dos mayores potencias nucleares, así como otras regionales.
La denominada «oposición siria» ha estado integrada por diversos grupos como el Consejo Nacional Sirio (SNC), con base en Estambul, incluía en 2011 a los principales grupos de la oposición, las fuerzas kurdas, que han creado su propia agrupación y su brazo armado, llamado Unidad de Protección Popular (YPG en kurdo) y varios grupos islamistas, como el Frente Al Nusra y el Estado Islámico (EI), adquirieron gran protagonismo, lo que les permitió invadir vastas extensiones de Siria desde Irak. Desde 2017, el gobierno sirio emprendió una gran campaña contra el EI recuperando los territorios al oeste del Éufrates. El 6 de diciembre del 2022, tanto autoridades sirias como rusas, proclamaron el final de la operación contra el Estado Islámico.
Al principio, los rebeldes contaban con asistencia no letal; pero, más tarde, los Estados Unidos empezaron a procurarles financiamiento, armas y entrenamiento. Después, acabaron admitiendo que parte de la ayuda terminó en manos de terroristas que la usaron tanto contra el Gobierno y los civiles como contra la oposición. Además, Arabia Saudita, Catar, Kuwait y Turquía habrían proporcionado «millones de dólares» a los «grupos terroristas» (incluido el Frente Al-Nusra y el EI), según declaró en marzo de 2014 David Cohen, secretario adjunto del Departamento del Tesoro de los Estados Unidos, especializado en terrorismo e inteligencia financiera. Hasta 2016, se estimaba que los grupos rebeldes recibieron unos 2450 sistemas portátiles de defensa aérea, 1750 sistemas antitanque, 650 lanzacohetes múltiples, más de 24 000 proyectiles de distintos tipos y más de 600 toneladas de explosivos.
La Coalición Internacional contra el Estado Islámico, liderada por los Estados Unidos, inició ataques aéreos contra esa organización terrorista el 10 de septiembre de 2014, sin la aprobación del Gobierno sirio. Durante sus ataques, centenares de civiles murieron y atacaron posiciones e infraestructuras gubernamentales como represalia por el uso de armas químicas. En octubre de 2019, el entonces presidente estadounidense, Donald Trump, ordenó la retirada de parte de sus tropas.
Rusia, Irán y agrupaciones chiitas, como Hezbolá, han apoyado al Gobierno sirio en su lucha contra el Estado Islámico, grupos islamistas, el Ejército Libre Sirio apoyado por Turquía y las fuerzas democráticas de Siria. Desde el 30 de septiembre de 2015, Rusia llevó a cabo una operación militar de cinco meses y medio por petición del presidente sirio, en la que las fuerzas aéreas rusas destruyeron más de 12 000 blancos de infraestructura y acabaron con más de 35 000 milicianos, según el ministro de Defensa ruso, Serguéi Shoigú.
Además de acabar con la vida de entre 300 000 y 470 000 personas, el conflicto ha desencadenado una crisis humanitaria. En 2016, de los 22 millones de habitantes del país, más de la mitad ya habían huido de él. Además, 4,8 millones se refugiaron en países vecinos: Turquía acogió a 2,7 millones; Líbano, a cerca de un millón; y otros 650 000 fueron a Jordania. Tres cuartas partes de los refugiados son mujeres y niños. Según cifras de Unicef, al menos 652 de estos últimos fueron asesinados: un 20 % más que en 2015. Además, han sido reclutados casi mil niños soldados para luchar directamente en primera línea. Los más vulnerables son los 2,8 millones que se encuentran en zonas de difícil acceso. De ellos, 280 000 vivieron bajo asedio, casi completamente aislados de la ayuda humanitaria. Por otra parte, 338 centros médicos fueron devastados en 2016.
Debido a la participación de numerosas potencias extranjeras, esta guerra civil ha sido designada como una guerra subsidiaria. El Gobierno sirio cuenta con el apoyo de Rusia —lo considera un país aliado desde tiempos de la Unión Soviética—, Irán y la organización libanesa Hezbolá. Todos ellos defienden que las manifestaciones y primeras revueltas armadas fueron organizadas y financiadas por Occidente y algunos grupos yihadistas para precipitar la caída del gobierno y controlar el país, opinión por otra parte respaldada por algunos analistas. La oposición se encuentra apoyada por los Estados Unidos, Turquía, Arabia Saudita y otros países aliados occidentales y del golfo Pérsico. Las organizaciones internacionales han acusado al Gobierno sirio, al Estado Islámico y a los grupos rebeldes de violaciones graves de los derechos humanos y de numerosas matanzas.
En el verano de 2018, el ejército sirio, tras la liberación de la campiña de Damasco, logró recuperar la gobernación de Daraa con ayuda de los bombardeos rusos, así como la capital del mismo nombre: la ciudad de Daraa.
En noviembre de 2024, tuvo lugar una nueva ofensiva rebelde contra el gobierno sirio, que provocó una batalla en Alepo y avances en otras localidades sirias. Tras una rápida ofensiva en la que las fuerzas del HTS declararon victoria en la ciudad de Hama, los rebeldes sirios capturaron Homs en la noche del 7 de diciembre, anunciando su entrada en Damasco. Finalmente, las fuerzas rebeldes tomaron Damasco el 8 de diciembre y Bashar al-Ásad fue derrocado, al huir al exilio en Moscú y poner fin así a su gobierno.

## Antecedentes

### Gobierno
El gobierno secular de la rama siria del Partido Ba'ath llegó al poder a través de un golpe de Estado en 1963. Durante los años siguientes, Siria experimentó una serie de golpes de Estado y cambios de liderazgo, hasta que, en marzo de 1971, Hafez al-Assad, un alauí, se proclamó presidente. Desde entonces, el partido Ba'ath mantuvo un estado de partido único, donde fue la autoridad política dominante en el país. Este sistema se mantuvo hasta 2012, cuando se celebraron las primeras elecciones multipartidistas para el Consejo Popular de Siria.
Tras la muerte de Hafez al-Assad en el año 2000, su hijo Bashar al-Assad asumió la presidencia del país mediante elecciones. Bashar y su esposa, Asma, una musulmana sunita nacida y educada en el Reino Unido, generaron inicialmente esperanzas de una apertura democrática. Sin embargo, estas expectativas no se materializaron, según señalan sus críticos.
El mandato de Bashar al-Assad estuvo marcado por promesas incumplidas de reformas políticas y económicas, las cuales desencadenaron protestas masivas en 2011 como parte de la Primavera Árabe. Estas manifestaciones iniciales fueron reprimidas violentamente, lo que contribuyó al estallido de la guerra civil siria.

### Demografía
En julio de 2018, la población total de Siria se estimó en 19 454 264 personas. En cuanto a los grupos étnicos, se calculaba que aproximadamente el 50 % de la población era árabe, el 15 % alauita, un 10 % kurdo, otro 10 % consistía en levantinos, y el 15 % restante incluía drusos, ismaelitas, imamíes, nusairíes, asirios, turcomanos y armenios.
En términos religiosos, se estimaba que el 87 % de la población era musulmana, incluyendo un 74 % de sunitas, así como alawíes e ismaelitas. El otro 13 % de musulmanes consistía en chiitas. Los cristianos representaban el 10 % de la población, siendo en su mayoría adherentes de las iglesias cristianas orientales. Además, un 3 % de la población era drusos, mientras que quedaba una pequeña y poco significativa minoría de judíos (principalmente en Damasco y Alepo).

### Trasfondo socioeconómico
La desigualdad socioeconómica en Siria aumentó significativamente en los últimos años del mandato de Hafez al-Assad, cuando se introdujeron políticas de libre mercado. Esta tendencia se aceleró durante la presidencia de su hijo, Bashar al-Assad. Aunque dichas políticas promovieron el desarrollo del sector de servicios, beneficiaron principalmente a una minoría de la población, compuesta en su mayoría por individuos con conexiones cercanas al gobierno y miembros de la clase comerciante sunita de Damasco y Alepo.
En 2010, el PIB per cápita nominal de Siria se estimaba en $2,834, un nivel comparable al de algunos países del África subsahariana. Al mismo tiempo, el país enfrentaba elevadas tasas de desempleo juvenil, lo que intensificó el malestar social.
Al inicio de la guerra civil en 2011, el descontento contra el gobierno era particularmente alto en áreas rurales y urbanas con altos índices de pobreza, habitadas principalmente por sunitas conservadores. Estas áreas incluían ciudades como Daraa y Homs, además de los barrios más desfavorecidos de las grandes ciudades.

### Sequía
La guerra civil en Siria coincidió con la sequía más severa jamás registrada en el país, que se extendió desde 2006 hasta 2011. Esta sequía resultó en el fracaso de las cosechas, un aumento significativo en los precios de los alimentos y una migración masiva de familias campesinas hacia los centros urbanos. Este éxodo rural incrementó la presión sobre la infraestructura de las ciudades, ya sobrecargada por la llegada de aproximadamente 1.5 millones de refugiados procedentes de la guerra de Irak.
El acceso al agua se convirtió en un problema crítico durante la guerra civil, ya que la infraestructura hídrica se vio gravemente afectada por el conflicto. Con frecuencia, el suministro de agua fue utilizado como un arma de guerra, con ataques deliberados a instalaciones de abastecimiento en áreas estratégicas como Alepo. Esta combinación de factores climáticos, económicos y sociales contribuyó significativamente al deterioro de las condiciones de vida en Siria, intensificando las tensiones que desembocaron en el conflicto armado.

### Derechos humanos
La situación de los derechos humanos en Siria ha sido objeto de críticas persistentes por parte de organizaciones internacionales. Antes del levantamiento de 2011, los derechos de libre expresión, asociación y reunión estaban estrictamente controlados. Siria estuvo bajo estado de emergencia desde 1963 hasta 2011, lo que incluía la prohibición de reuniones públicas de más de cinco personas. Las fuerzas de seguridad gozaban de amplios poderes para arrestar y detener a personas.
Un informe de Human Rights Watch, publicado antes del levantamiento de 2011, concluyó que no había habido mejoras significativas en la situación de los derechos humanos bajo el liderazgo de Bashar al-Assad. Las restricciones continuaron incluso después de que Bashar al-Assad prometiera levantar el estado de emergencia en 2011, y las prácticas represivas de las fuerzas de seguridad fueron señaladas como un factor clave en el desencadenamiento de las protestas masivas.

### Primavera Árabe
La llamada Primavera Árabe fue un movimiento que buscaba una transformación política en los países de la región árabe. Este movimiento comenzó en diciembre de 2010 con protestas antigubernamentales masivas en Túnez, que rápidamente se extendieron por otros países del mundo árabe. En enero y febrero de 2011, las protestas resultaron en revoluciones en Túnez y Egipto, donde los gobiernos, acusados de autoritarismo, fueron derrocados. 
En Libia, las manifestaciones antigubernamentales se convirtieron en una rebelión armada que derivó en la guerra civil. Mientras tanto, otros gobiernos árabes intentaron calmar el descontento público implementando reformas y realizando cambios en sus administraciones.
Siria, influenciada por la ola de protestas en la región, fue testigo de manifestaciones en marzo de 2011. Lo que comenzó como demandas pacíficas de reformas políticas y mayores libertades rápidamente se convirtió en una escalada de violencia cuando el gobierno de Bashar al-Ásad respondió con represión. Esto marcó el inicio de la crisis siria, que pronto evolucionaría hacia un conflicto armado prolongado.

## Beligerantes

### La República Árabe Siria y sus aliados

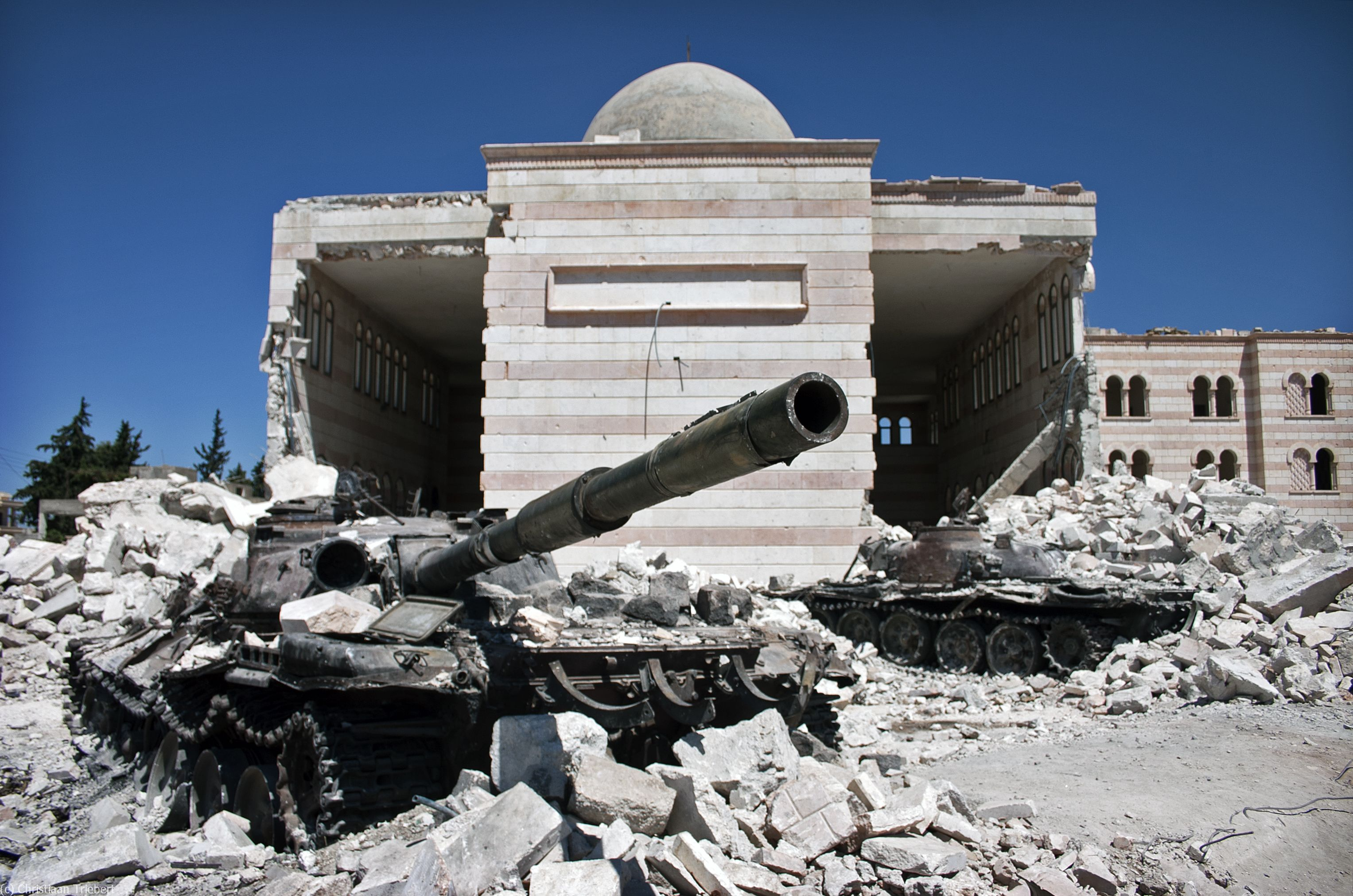
Dos tanques destruidos del ejército sirio en Azaz (agosto de 2012).

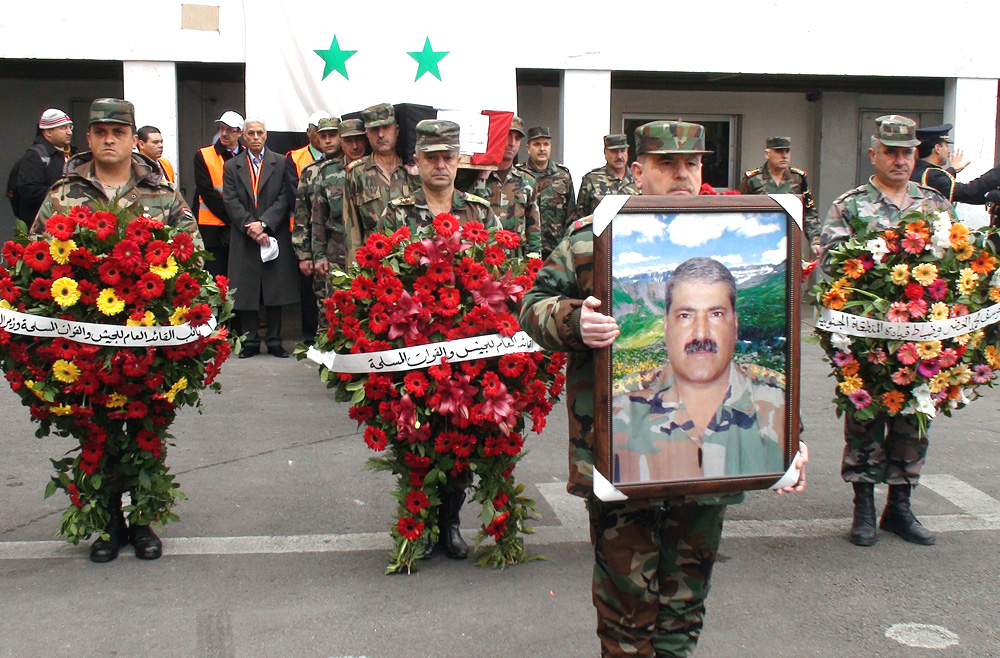
La procesión funeraria del general sirio Mohammed al-Awwad, asesinado en Damasco en 2012.

Varias fuentes han señalado que, al menos a finales de 2015 y principios de 2016, el gobierno sirio dependía principalmente de una combinación de voluntarios y milicias en lugar de las Fuerzas Armadas Árabes Sirias.

#### Fuerzas Armadas Sirias (SAF)
Antes del inicio de la guerra civil, las Fuerzas Armadas de Siria (SAF) eran una de las más numerosas y mejor equipadas de la región. Contaban con aproximadamente 325,000 efectivos regulares y entre 280,000 y 300,000 reservistas. De los efectivos regulares, alrededor de 220,000 formaban parte del Ejército Árabe Sirio (SAA), mientras que el resto se distribuía entre la marina, la Fuerza Aérea Árabe Siria y la Fuerza de Defensa Aérea Siria.
El Ejército Árabe Sirio era la rama más grande y desempeñaba un papel crucial en la defensa del régimen. Sin embargo, enfrentaba problemas como la corrupción, un equipo mayoritariamente obsoleto y una estructura de mando que favorecía a oficiales leales al régimen sobre la competencia militar.

##### Estructura y despliegue
- Ejército Árabe Sirio (SAA): Compuesto por 3 cuerpos principales, con divisiones blindadas, mecanizadas e infantería. Poseía cerca de 4,700 tanques y 3,000 vehículos blindados antes del conflicto.
- Fuerza Aérea Árabe Siria: Considerada estratégica para la defensa nacional, contaba con aviones como los MiG-21, MiG-23 y MiG-29, aunque muchos eran obsoletos en comparación con estándares internacionales.[141]
- Fuerza de Defensa Aérea Siria: Una de las más densas del mundo, con sistemas soviéticos como los S-75, S-125 y S-200.
- Marina: Limitada en capacidades, con unas pocas corbetas y patrulleras operativas, centrada en la defensa costera.

##### Impacto de la guerra
La guerra civil comenzó a debilitar rápidamente las SAF. Según el Observatorio Sirio para los Derechos Humanos (SOHR), para julio de 2012, decenas de miles de soldados ya habían desertado, muchos de ellos uniéndose a grupos rebeldes.
El conflicto también forzó al gobierno sirio a depender cada vez más de fuerzas auxiliares y milicias, como:
- Milicias leales al régimen: Los Shabiha, grupos paramilitares utilizados para reprimir manifestaciones.
- Apoyo internacional: Milicias extranjeras como Hezbolá y combatientes iraníes de la Fuerza Quds.

A pesar de estas pérdidas, las SAF han logrado mantener el control de las principales ciudades gracias al apoyo de aliados internacionales como Rusia, Irán y Hezbolá. La asistencia incluyó la modernización de equipos, la entrega de armamento avanzado y asesoramiento estratégico.

##### Reestructuración y reclutamiento
El gobierno sirio también implementó medidas drásticas para mantener su capacidad militar:
- Conscripción forzada: obligó a jóvenes en edad militar a unirse al ejército, a menudo bajo amenaza de represalias.
- Fuerzas auxiliares: se establecieron nuevas milicias, como las Fuerzas de Defensa Nacional, para complementar al ejército regular.
- Uso de mercenarios: Siria ha recurrido a contratistas militares y combatientes extranjeros, particularmente de Irán e Irak.[144]

A pesar de estas medidas, las Fuerzas Armadas Sirias enfrentan un desgaste significativo debido a la prolongada naturaleza del conflicto.

#### Fuerza de Defensa Nacional (NDF)
El NDF sirio se formó a partir de milicias progubernamentales. Recibían su salario y equipo militar de parte del gobierno, sumando alrededor de 100,000 soldados. La fuerza actúa como infantería, luchando directamente contra los rebeldes en tierra y ejecutando operaciones de contrainsurgencia en coordinación con el ejército, el cual les proporciona apoyo logístico y de artillería. 
La Fuerza de Defensa Nacional tiene un ala de mujeres (con 500 miembros) llamada «Leonas de la Defensa Nacional», que opera en varios puntos de control. Al depender del gobierno secular, muchas de las milicias de cristianos sirios (como Sootoro en Al-Hasakah) luchan junto al ejército.

#### Shabiha
Los «Shabiha» eran milicias no gubernamentales progobierno de etnia alauí. Al inicio de los levantamientos, el gobierno sirio fue acusado de utilizarlas para disolver protestas y hacer cumplir las leyes. Los rebeldes usaron el término «Shabiha» para describir a los sospechosos de apoyar al gobierno sirio.
La oposición les atribuyó numerosos actos violentos contra manifestantes antigubernamentales y simpatizantes de la oposición, así como saqueos y destrucción de propiedades. En diciembre de 2012, los «Shabiha» fueron designados como una «organización terrorista» por los Estados Unidos.

#### Hezbolá
En febrero de 2013, el exsecretario general de Hezbolá, el jeque Subhi al-Tufayli, confirmó que la organización estaba luchando junto al ejército sirio. Sin embargo, en octubre de 2012, el secretario general Hassan Nasrallah negó que esto ocurriera a gran escala, excepto en casos específicos donde Hezbolá ayudó al gobierno sirio a "retener el control de unas 23 aldeas estratégicamente ubicadas [en Siria] habitadas por chiitas de ciudadanía libanesa".
En mayo de 2013, Hezbolá colaboró públicamente con el Ejército sirio, logrando tomar el 60% de Al Quseir para el 14 de mayo. A partir de esa fecha, se informó que Hezbolá estaba combatiendo en la gobernación de Homs. Hassan Nasrallah pidió a los chiitas y a Hezbolá proteger el santuario de Sayyidah Záynab. Sin embargo, en ese mismo mes, Bashar al-Ásad negó la presencia de combatientes extranjeros luchando por el gobierno en Siria.
El 25 de mayo, Nasrallah anunció públicamente que Hezbolá estaba luchando en Siria contra los extremistas islámicos. En un discurso televisado declaró: 
Si Siria cae en manos de Estados Unidos, Israel y los takfiris, la gente de nuestra región entrará en un período oscuro.
Para principios de 2014, al menos 500 combatientes de Hezbolá habían muerto en combate. El 7 de febrero de 2016, 50 combatientes de Hezbolá (parte de la División 39) murieron en un enfrentamiento con el Jaysh al-Islam cerca de Damasco.

#### Irán

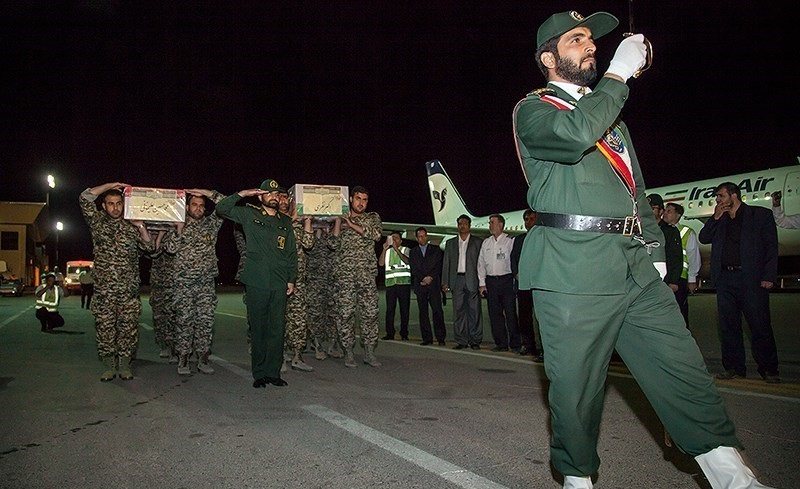
Cuerpos de víctimas iraníes regresan a Kermanshah (agosto de 2016).

Irán ha negado oficialmente la presencia de sus tropas en Siria, alegando que solo proporciona asesoramiento militar al ejército sirio. Desde la fase de levantamiento civil, Irán ha proporcionado al gobierno sirio apoyo financiero, técnico y militar, incluyendo entrenamiento, así como algunas tropas de combate. Se estima que al menos 328 soldados del CGRI, incluidos varios comandantes, han muerto.
Para diciembre de 2013, se estimaba que Irán tenía aproximadamente 10,000 operativos en Siria. Sin embargo, otras fuentes sugerían que este número era de solo unos cientos. En el verano de 2013, Irán y Hezbolá brindaron un apoyo significativo a las fuerzas sirias, permitiéndoles avanzar. En 2014, el ministro sirio de Finanzas y Economía declaró que más de 15 mil millones de dólares provenían del gobierno iraní.
El comandante de la Fuerza Quds del Cuerpos de la Guardia Revolucionaria Islámica, Qasem Soleimani, estuvo a cargo de la cartera de seguridad del presidente sirio y supervisó el armado y entrenamiento de miles de combatientes chiitas.

#### Milicias chiitas extranjeras

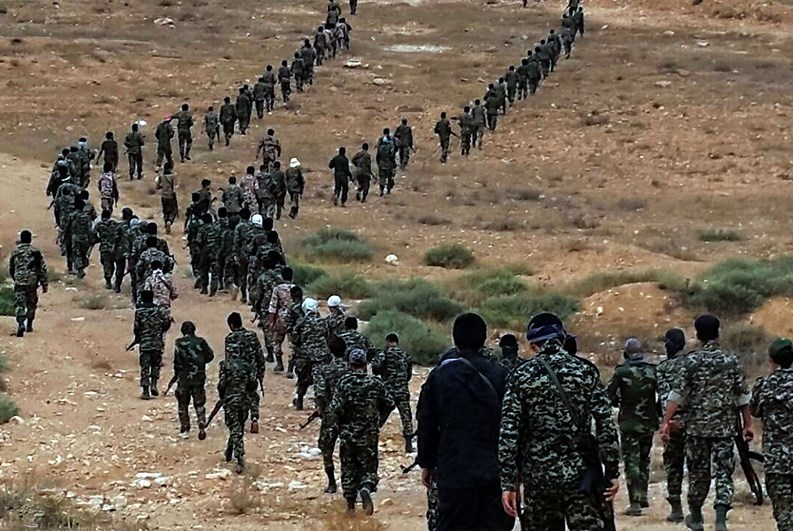
Luchadores de Liwa 'Fatimiyun durante la ofensiva de Palmira en diciembre de 2016.

Se estima que entre 10,000 y 12,000 afganos han participado en la guerra, formando el Liwa 'Fatimiyun (Brigada de Fatimiyun), auspiciada por Hezbolá, además de la pakistaní Liwa' Zaynabiyun (Brigada de Zaynabiyun), formada en noviembre de 2015. La gran mayoría de los combatientes son refugiados, lo que ha llevado a acusaciones contra Irán de aprovecharse de su incapacidad para obtener permisos de trabajo o establecer una residencia legal en el país, así como de usar amenazas de deportación contra aquellos que dudan en ser voluntarios.

#### Empresas militares privadas
Se ha documentado la presencia de grupos milicianos de origen ruso, como el Cuerpo Eslavo y el Grupo Wagner. No existen cifras oficiales sobre el número de participantes ni de sus bajas, aunque se estima que estas últimas oscilan entre 500 y 600 hombres.

#### Rusia
El 30 de septiembre de 2015, el Consejo de la Federación de Rusia aprobó por unanimidad la solicitud del presidente ruso, Vladímir Putin, para permitir el uso de las Fuerzas Armadas Rusas en Siria. Ese mismo día, el general Sergey Kuralenko, representante de Rusia en el centro de información conjunto en Bagdad establecido por Rusia, Irán, Irak y Siria para coordinar operaciones «principalmente para combatir el EI», llegó a la Embajada de EE. UU. en Bagdad y solicitó la retirada inmediata de las fuerzas estadounidenses en el área. Una hora más tarde, los aviones rusos comenzaron a realizar ataques contra rebeldes e islamistas.
En respuesta al derribo de un Su-22 por un F/A-18 Super Hornet estadounidense cerca de Tabqah en Raqa el 18 de junio de 2017, Rusia anunció que los aviones de combate de la coalición liderada por Estados Unidos que volaran al oeste del río Éufrates serían tratados como objetivos. Además, declaró que había suspendido la línea directa con sus homólogos estadounidenses, ubicada en Al-Udeid. Sin embargo, días después, el ejército estadounidense declaró que la línea de comunicación seguía activa y que Rusia les había notificado de un ataque con misiles de crucero desde buques de guerra en el Mediterráneo el 23 de junio de 2017.
El 27 de junio, el entonces secretario de Defensa de EE. UU., Jim Mattis, declaró a la prensa: 
Nuestra comunicación con los rusos es una línea de no conflicto muy activa a varios niveles: desde el presidente a los jefes conjuntos, así como el secretario de estado con sus homólogos en Moscú (el general Gerasimov) y el ministro Lavrov. Luego tenemos una línea de conflicto de tres estrellas que está fuera de los Jefes de Estado Mayor del J5. También tenemos otras líneas de conflicto en el campo de batalla. Una de ellas es nuevamente de tres estrellas, de nuestro comandante de campo en Bagdad, con nuestro Centro de Operaciones Aéreas Combinadas (CAOC) para el conflicto en tiempo real.

### Oposición siria, aliados y milicias islamistas

#### Coalición nacional siria y gobierno interino

##### Gobierno interino
La oposición armada está formada por varios grupos que surgieron durante el conflicto o se unieron desde el exterior. En 2013, la Coalición Nacional Siria estableció el Gobierno interino sirio. El ministro de Defensa debía ser elegido por el Ejército Sirio Libre. Otras facciones islamistas operan de forma independiente de la principal oposición siria.

##### Coalición Nacional Siria

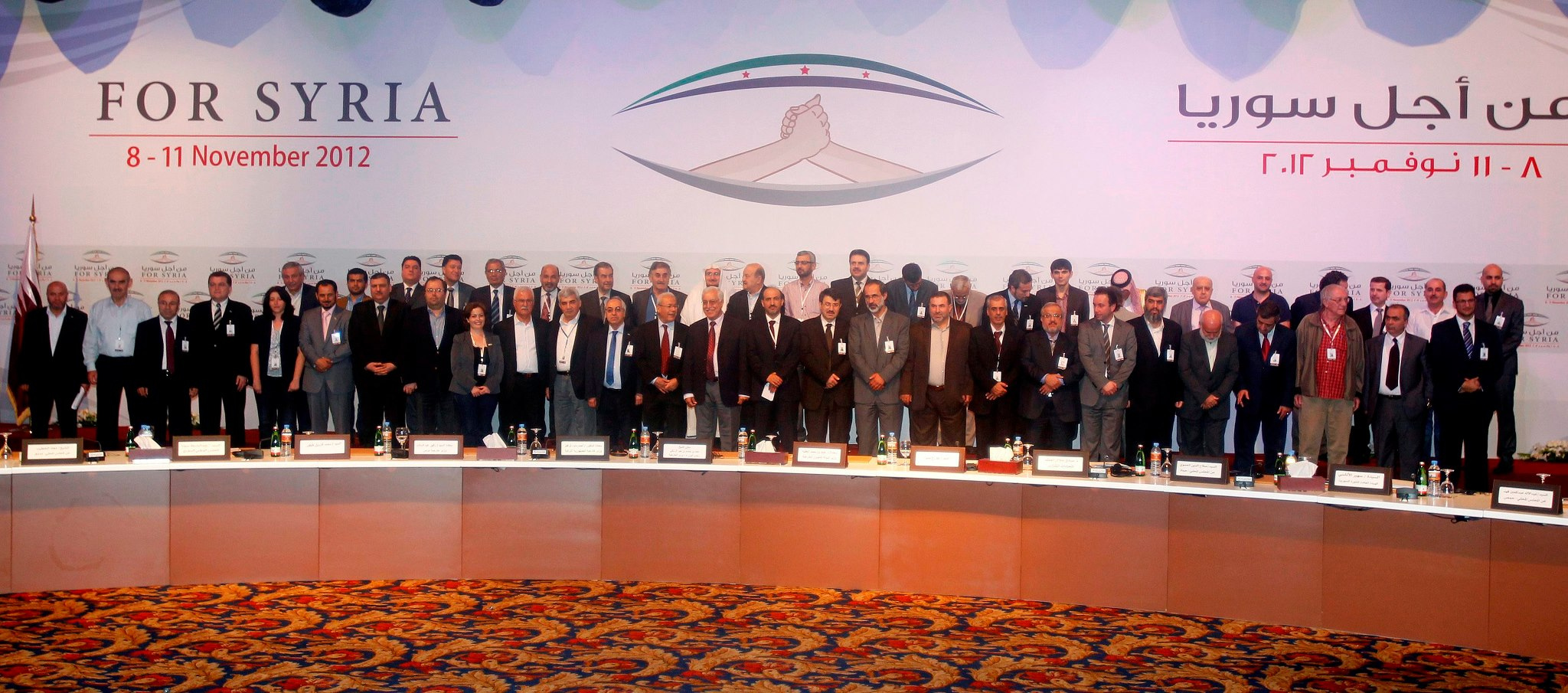
Miembros de la Coalición Nacional Siria en Doha el 11 de noviembre de 2012. En el centro, el presidente Al-Khatib, junto con los vicepresidentes Seif y Atassi, así como los presidentes del SNC Ghalioun, Sieda y Sabra.

Formado el 23 de agosto de 2011, el Consejo Nacional Sirio (SNC, por sus siglas en inglés) es una coalición de grupos antigubernamentales con sede en Turquía. El SNC mantiene vínculos con el Ejército Sirio Libre. El 11 de noviembre de 2012, en Doha, el SNC y otros grupos de oposición se unieron para formar la Coalición Nacional para las Fuerzas de Oposición y Revolución Sirias. El SNC obtuvo 22 de los 60 escaños dentro de la Coalición Nacional Siria. Al día siguiente, la Coalición Nacional fue reconocida como el gobierno legítimo de Siria por varios estados del Golfo Pérsico.
El consejo militar incluyó al Ejército Libre Sirio. Los objetivos de la Coalición Nacional eran reemplazar al gobierno de Bashar al-Ásad y «sus símbolos y pilares de apoyo», desmantelar los servicios de seguridad, unificar y apoyar al Ejército Sirio Libre y rechazar el diálogo y la negociación con el gobierno de al-Ásad. También buscaban responsabilizar al régimen «por el asesinato de sirios, la destrucción del país y el desplazamiento de sus habitantes».

##### Ejército Libre Sirio y grupos afiliados

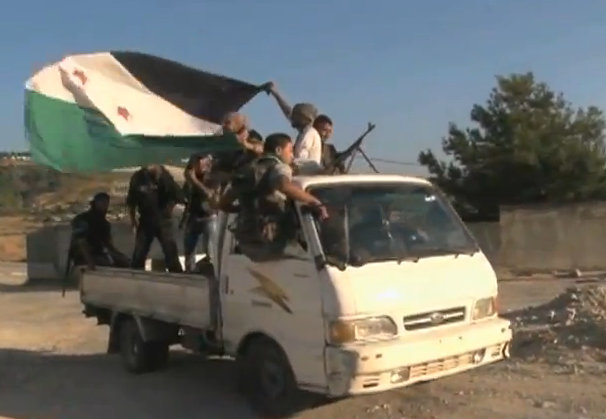
Combatientes del Ejército Libre Sirio siendo transportados en una camioneta.

La formación del Ejército Libre Sirio (FSA, por sus siglas en inglés) fue anunciada el 29 de julio de 2011 por un grupo de oficiales sirios desertores, quienes alentaron a otros a unirse para «defender a los manifestantes civiles de la violencia del Estado y propiciar un cambio de gobierno». Para diciembre de 2011, las estimaciones del número de desertores al FSA oscilaban entre 1,000 y más de 25,000. Inicialmente con sede en Turquía, el FSA trasladó su cuartel general al norte de Siria en septiembre de 2012, operando más como una organización paraguas que como una estructura militar tradicional.

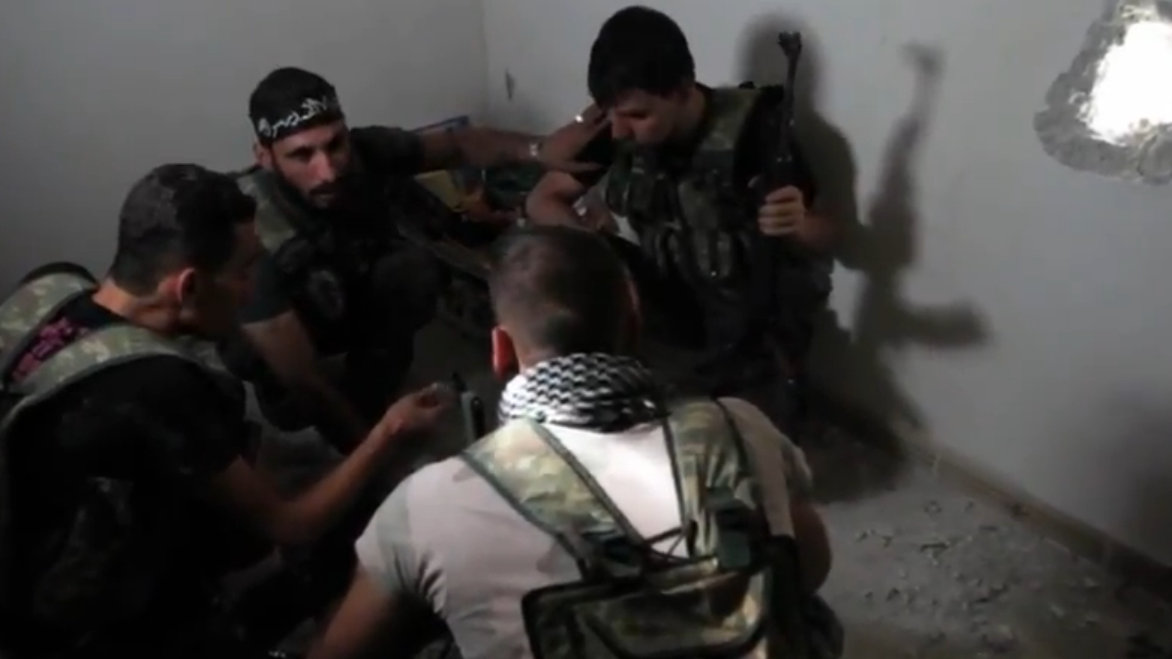
Soldados del FSA durante la batalla de Alepo (octubre de 2012).

En marzo de 2012, dos reporteros de The New York Times presenciaron un ataque del FSA y describieron al grupo como compuesto por numerosos soldados y exoficiales entrenados, organizados en cierta medida, pero sin el armamento necesario para una lucha efectiva.
En abril de 2013, EE. UU. transfirió 123 millones de dólares en ayuda no letal a los rebeldes sirios a través del general desertor Salim Idris, líder del FSA. Idris admitió que «los rebeldes estaban fragmentados y carecían de habilidades militares», y que «la falta de apoyo material dificultaba el establecimiento de una estructura de mando nacional». También reconoció cooperar con el grupo islamista Ahrar al-Sham, pero negó cualquier colaboración con el Frente al-Nusra.

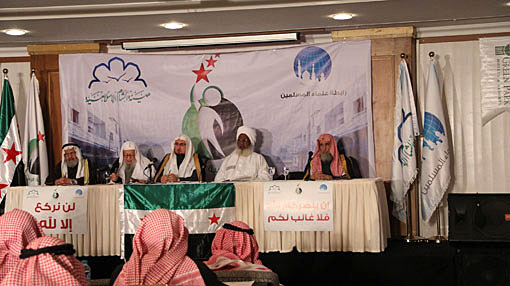
Campaña de apoyo a la oposición siria en 2012.

En agosto de 2014, Abu Yusaf, comandante del Estado Islámico, afirmó que miembros del FSA, entrenados por oficiales estadounidenses, turcos y árabes, se unieron al EI tras completar su formación. En septiembre de ese mismo año, el FSA formó una alianza con las milicias kurdas (incluido el YPG) para luchar contra el EI.
En octubre de 2015, poco después del inicio de la intervención militar rusa en Siria, se informó que muchos combatientes habían desertado hacia otros grupos rebeldes. En ese momento, el ministro de Relaciones Exteriores de Rusia, Serguéi Lavrov, calificó al FSA como una «estructura fantasma». Más tarde, Rusia declaró su disposición a apoyar al FSA con ataques aéreos contra el EI. En diciembre de 2015, el Instituto para el Estudio de la Guerra señaló que grupos identificados como parte del FSA seguían presentes en Alepo, Hama y el sur de Siria, describiéndolo como «el grupo más grande y secular de todos».
En marzo de 2017, el FSA respaldado por Turquía logró derrotar al Estado Islámico en el norte de Siria. Posteriormente, también tomó el cantón Afrin del YPG durante la Operación Rama de Olivo.

#### Gobierno de Salvación Sirio

Bandera del Gobierno de Salvación Nacional de Siria con sede en las zonas de oposición siria en Idlib.

El Gobierno de Salvación Nacional de Siria fue un gobierno alternativo establecido en las zonas controladas por la oposición siria dentro de la gobernación de Idlib. Fue formado tras la Conferencia General que concluyó el 11 de septiembre de 2017, en la que se creó una asamblea constituyente y se nombró a un nuevo primer ministro. Sin embargo, el principal gobierno interino sirio de la oposición considera al Gobierno de Salvación ilegítimo.

#### Comité Nacional de Coordinación para el Cambio Democrático
Formado en 2011 y con sede en Damasco, el Comité Nacional de Coordinación para el Cambio Democrático (NCC) es un bloque de oposición compuesto por 13 partidos políticos de izquierda y «activistas políticos y juveniles independientes». Reuters lo definió como "el principal grupo paraguas de la oposición interna".
Inicialmente, el NCC incluía a varios partidos políticos kurdos, pero, con excepción del Partido de la Unión Democrática, estos se retiraron en octubre de 2011 para unirse al Consejo Nacional Kurdo. El NCC ha sido acusado de ser una organización pro-gubernamental, y algunos de sus miembros han sido señalados como vinculados al gobierno sirio.
Las relaciones del NCC con otros grupos de oposición siria han sido generalmente conflictivas. La Comisión General de la Revolución Siria, los Comités de Coordinación Local de Siria y el Consejo Supremo de la Revolución Siria han rechazado los llamamientos del NCC al diálogo con el gobierno sirio. En septiembre de 2012, el Consejo Nacional Sirio (SNC) reafirmó que, a pesar de ampliar su membresía, no incluiría a grupos «cercanos al NCC».
Por otra parte, aunque el NCC reconoció al Ejército Sirio Libre (FSA) el 23 de septiembre de 2012, el FSA rechazó al NCC, calificándolo como una extensión del gobierno y afirmando que «esta oposición es solo la otra cara de la misma moneda».

#### Facciones islamistas
El Frente Islámico (en árabe: الجبهة الإسلامية‎, al-Jabhat al-Islāmiyyah) fue una fusión de siete grupos rebeldes que anunció su creación el 22 de noviembre de 2013. El grupo contaba con aproximadamente 40,000 milicianos.
Un portavoz anónimo declaró que no existían vínculos con la Coalición Nacional Siria, aunque un miembro de su oficina política expresó que esperaba «el reconocimiento y la cooperación del Consejo Nacional Sirio».
El Frente Islámico fue ampliamente percibido como respaldado y armado por Arabia Saudita.

### Facciones salafistas
En septiembre de 2013, el secretario de Estado de Estados Unidos, John Kerry, declaró que los grupos yihadistas extremistas salafistas representaban entre el 15 % y el 25 % de los rebeldes. Alrededor del 12 % de los rebeldes pertenecían a grupos vinculados a al-Qaeda, el 18 % a Ahrar al-Sham y el 9 % a la Brigada Suqour al-Sham.
Otros informes señalaron que casi la mitad de los rebeldes estaban afiliados a grupos islamistas. Según el Centro Británico de Expertos en Religión y Geopolítica, el 60 % de los rebeldes podían clasificarse como extremistas islamistas. Ese mismo mes, los líderes de 13 brigadas salafistas rechazaron a la Coalición Nacional Siria y declararon que la Ley Sharia era "la única fuente de legislación".

#### Frente Al-Nusra/Jabhat Fateh al-Sham/Hay'at Tahrir al-Sham (HTS)

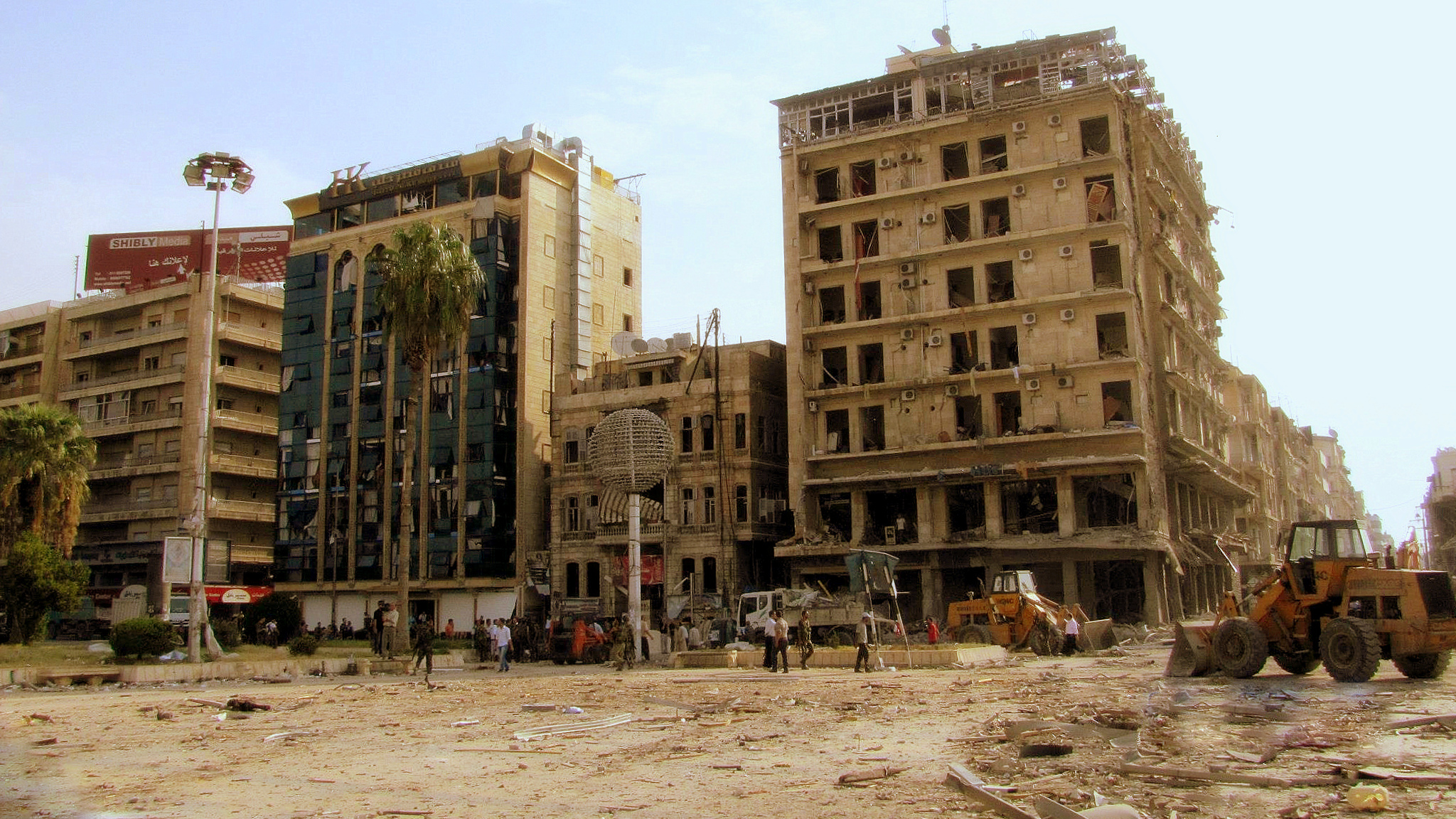
La escena de los atentados en Alepo en octubre de 2012, de los cuales el Frente al-Nusra se responsabilizó.

El Frente al-Nusra, vinculado a al-Qaeda, fue uno de los grupos yihadistas más grandes en Siria y considerado a menudo como el más agresivo y violento. Responsable de más de 50 atentados suicidas (incluidas varias explosiones en Damasco en 2011 y 2012), fue designado como organización terrorista por los Estados Unidos en diciembre de 2012. Según un asesor de inteligencia estadounidense citado por Seymour Hersh, ha recibido apoyo del gobierno turco durante años. En abril de 2013, el líder del Estado Islámico anunció que el Frente al-Nusra era su sucursal en Siria. No obstante, el líder de al-Nusra, Abu Mohammad al-Golani, declaró que "su grupo no se fusionaría con el Estado Islámico y mantendría su lealtad a Ayman al-Zawahiri, el líder de al-Qaeda". Sus fuerzas se estimaban entre 6,000 y 10,000 milicianos.
La relación entre el Frente Al-Nusra y la oposición siria fue tensa, presentándose varios episodios de enfrentamientos directos. Los estrictos puntos de vista religiosos de los muyahidines y su disposición a imponer la ley sharia incomodaron a muchos sirios. Algunos comandantes rebeldes acusaron a los yihadistas extranjeros de "robar la revolución", fábricas sirias y mostrar intolerancia religiosa".
En junio de 2016, el Frente al-Nusra cambió su nombre a Jabhat Fateh al-Sham (JFS), para convertirse en el principal miembro de Hay'at Tahrir al-Sham (HTS) en 2017.

#### Estado Islámico

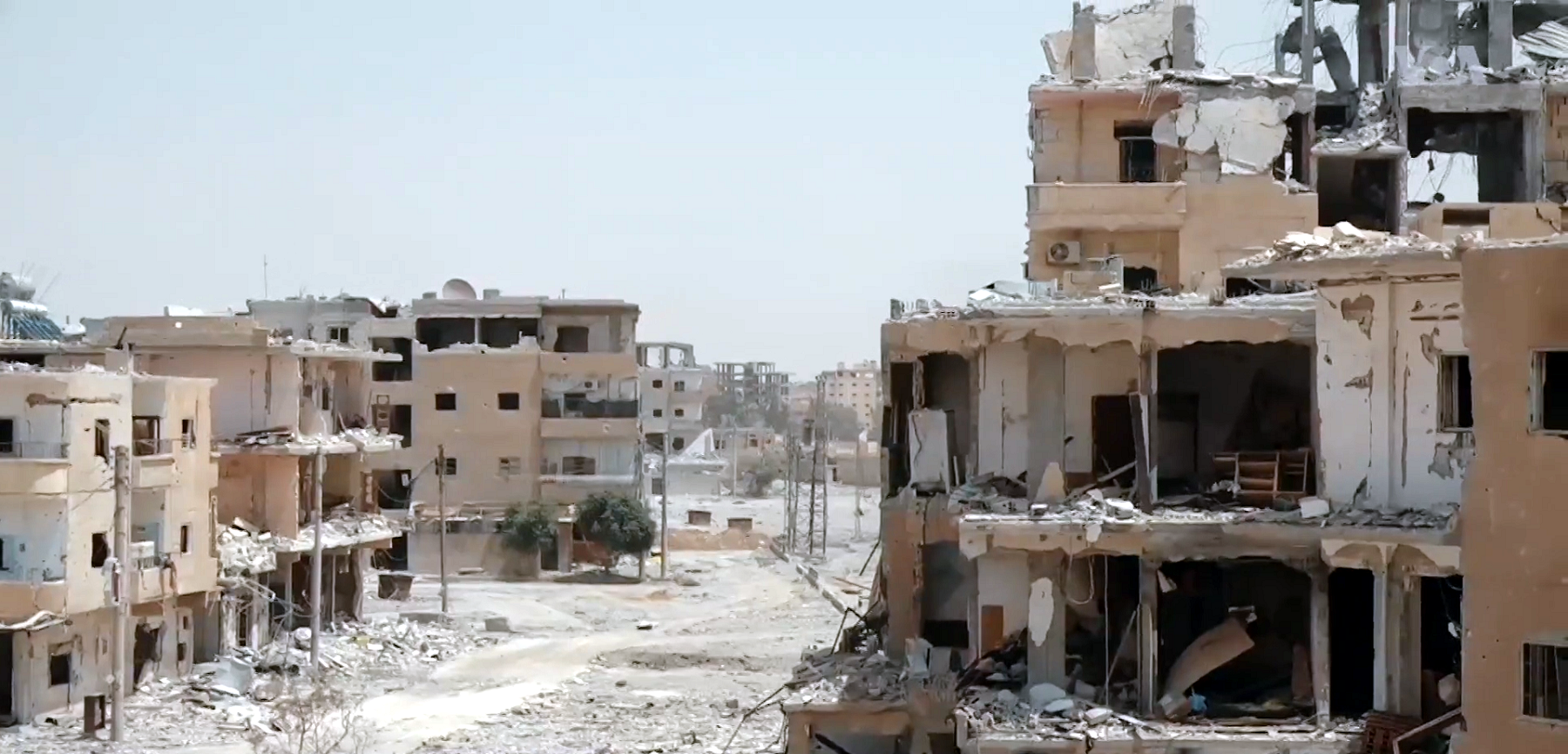
Gran parte de Raqa sufrió grandes daños durante la batalla de Raqa en junio-octubre de 2017.

El Estado Islámico (EI) logró rápidos avances en el norte de Siria a partir de abril de 2013, y para 2014 ya controlaba gran parte de la región. Impuso la ley sharia en los territorios bajo su control y estuvo afiliado a al-Qaeda hasta 2014, cuando el grupo estaba dirigido por Abu Bakr al-Baghdadi. Contaba con alrededor de 7,000 milicianos en Siria. Si bien algunos lo elogiaron por ser menos corrupto que otros grupos, fue duramente criticado por abusos sistemáticos de los derechos humanos. Además, el EI no toleraba la presencia de grupos no islamistas, periodistas extranjeros o trabajadores humanitarios, a quienes frecuentemente expulsaba, encarcelaba o ejecutaba.
Para el verano de 2014, el EI controlaba un tercio de Siria, tras derrotar a Jabhat al-Nusra en la Gobernación de Deir Ezzor y tomar el control de la mayor parte de la producción de petróleo y gas.
El gobierno sirio comenzó a combatir al EI en junio de 2014, aunque el grupo ya tenía presencia en Siria desde abril de 2013, según funcionarios kurdos. Según IHS Markit, entre abril de 2016 y abril de 2017, el EI combatió al gobierno sirio el 43 % de las veces, a los rebeldes respaldados por Turquía el 40 %, y a las Fuerzas Democráticas de Siria el 17 %.
En julio de 2014, el EI logró reclutar a más de 6,300 milicianos. En septiembre, algunos rebeldes firmaron un acuerdo de «no agresión» con el EI en un suburbio de Damasco, citando la incapacidad de enfrentar simultáneamente los ataques del EI y del ejército sirio. El EI también colocó minas y bombas en la antigua ciudad monumental de Palmira.
Tras perder casi la mitad de su territorio en Irak desde 2014, muchos líderes del Estado Islámico comenzaron a vender sus propiedades y trasladarse a Siria. En diciembre de 2017, Rusia declaró que «el EI estaba totalmente derrotado dentro de Siria».

### Federación del Norte de Siria (Rojava)

#### Consejo Democrático Sirio
El Consejo Democrático Sirio fue establecido el 10 de diciembre de 2015 en al-Malikiyah. Fue cofundado por Haytham Manna y concebido como el ala política de las Fuerzas Democráticas de Siria. Incluye más de una docena de bloques y coaliciones que apoyan el federalismo en Siria, entre ellos el Movimiento por una Sociedad Democrática, la Alianza Nacional Kurda en Siria, el Movimiento Ley-Ciudadanía-Derechos y, desde septiembre de 2016, el Movimiento Mañana de Siria. Este último grupo está liderado por el expresidente de la Coalición Nacional y del Consejo Nacional Sirio Ahmad Yarba. 
En agosto de 2016, la Agencia Suiza para el Desarrollo y la Cooperación (COSUDE) abrió una oficina pública en al-Hasakah.

#### Fuerzas Democráticas Sirias (SDF)

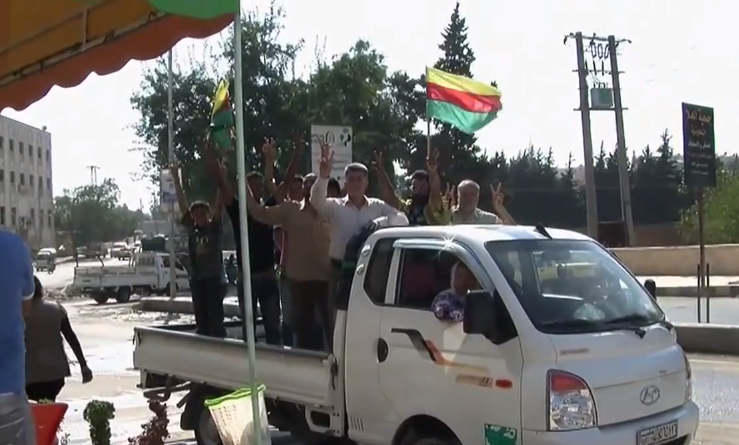
Kurdos mostrando su apoyo al PYD en Afrin durante el conflicto.

Las Fuerzas Democráticas Sirias (SDF) son una alianza de milicias (principalmente kurdas, pero también árabes, siríaco-asirias y turcomanas) con inclinaciones políticas confederalistas, principalmente izquierdistas y democráticas. Se oponen al gobierno sirio, pero han dirigido la mayor parte de sus esfuerzos contra el Frente Al-Nusra y el Estado Islámico. La alianza fue formada en diciembre de 2015 y está liderada principalmente por las Unidades de Protección del Pueblo (YPG), predominantemente kurdas. Las estimaciones de su tamaño varían entre 55,000 y 80,000 combatientes, con un 60 % de origen kurdo.
Los kurdos (en su mayoría musulmanes sunitas, con una pequeña minoría de yezidis) representaban el 10 % de la población siria en 2011. Cuando comenzaron las protestas, el gobierno otorgó la ciudadanía a unos 200,000 kurdos apátridas. Sin embargo, la mayoría de ellos continuaron oponiéndose al gobierno, buscando en cambio una Siria descentralizada basada en el federalismo.
El Consejo Militar de Siria, junto con muchas milicias cristianas (como los Khabour Guards, Nattoreh o Sutoro), se formó originalmente para defender aldeas cristianas, pero luego se unió a las fuerzas kurdas para recuperar al-Hasakah del EI a finales de 2015.
Se destacan las Unidades Femeninas de Protección, combatientes asirias del noreste de Siria que lucharon contra el EI. Antes de la formación de las SDF, el YPG era la principal fuerza de combate en el DFNS (Federación Democrática del Norte de Siria), entrando en la guerra civil siria en julio de 2012 al capturar Kobanî del gobierno (ver campaña kurdo-siria).
El 17 de marzo de 2016, el Consejo Democrático Sirio declaró "la creación de una federación autónoma en el norte de Siria".

### Coalición liderada por Estados Unidos contra el Estado Islámico
Varios países, incluidos algunos miembros de la OTAN, han participado desde septiembre de 2014 en operaciones aéreas en Siria, supervisadas por la Fuerza de Tarea Conjunta Combinada (Combined Joint Task Force), establecida por el Comando Central de los EE. UU. para coordinar los esfuerzos militares colectivos contra el EI. Estos países asumieron una serie de compromisos, incluidos los establecidos en los acuerdos del 3 de diciembre de 2014, que incluían ataques aéreos en Siria realizados por Estados Unidos, Australia, Baréin, Canadá, Francia, Jordania, los Países Bajos, Arabia Saudita, Turquía, los Emiratos Árabes Unidos y el Reino Unido.
Algunos miembros estuvieron involucrados en el conflicto más allá de combatir al EI. Turquía, por ejemplo, ha sido acusada de luchar contra las fuerzas kurdas en Siria e Irak, así como de colaborar en algunos casos de inteligencia con el Estado Islámico. Según un asesor de inteligencia citado por Seymour Hersh, una «evaluación altamente clasificada llevada a cabo por la Agencia de Inteligencia de Defensa (DIA) y el Estado Mayor Conjunto en 2013 concluyó que Turquía había transformado el programa secreto de armas de EE. UU. destinado a rebeldes moderados (ya inexistentes) en un programa indiscriminado que brindaba apoyo técnico y logístico a todos los rebeldes, incluidos Jabhat al-Nusra y el Estado Islámico».
El 19 de diciembre de 2018, el presidente Donald Trump declaró «hemos ganado contra el Estado Islámico» y anunció la retirada de las 2,000 tropas estadounidenses restantes en Siria. Hizo el anuncio en Twitter, rechazando las recomendaciones de sus comandantes militares y asesores civiles, aparentemente sin consulta previa al Congreso. Aunque no se proporcionó un calendario específico, la secretaria de prensa Sarah Sanders indicó que la retirada había comenzado. Posteriormente, el Pentágono y el Departamento de Estado intentaron disuadir a Trump, mientras aliados políticos y miembros del Congreso expresaron serias preocupaciones sobre el repentino movimiento, que podía entregar el control de la región a Rusia e Irán y abandonar a los aliados kurdos.
Al día siguiente, las SDF advirtieron que la retirada permitiría al EI recuperarse y crearía un vacío militar, dejando a la alianza atrapada entre «partes hostiles».

### Turquía: Operación Escudo del Éufrates y Operación Rama de Olivo
Desde el 24 de agosto de 2016, tropas regulares turcas han estado presentes en Siria como parte de la Operación Escudo del Éufrates. El objetivo principal de esta operación era establecer una franja de seguridad en la frontera entre Turquía y Siria libre tanto del Estado Islámico como de las YPG (consideradas por Turquía como grupo terrorista debido a sus vínculos con el PKK). Para lograrlo, el gobierno turco movilizó infantería, artillería, tanques y aviación, apoyándose en los milicianos suníes y turcomanos del Ejército Libre Sirio y en reclutas provenientes de campos de refugiados.
El 9 de marzo de 2017, Turquía declaró finalizada la operación tras la captura de Al-Bab. El 29 de marzo, el primer ministro turco, Binali Yildirim, declaró que la operación había concluido con éxito, aunque advirtió que Turquía podría lanzar nuevas operaciones en caso de amenazas. En los seis meses que duró la operación, Turquía perdió 70 soldados, y decenas de vehículos y equipos militares fueron destruidos. Si bien la operación aumentó la presencia turca en Siria, no logró fortalecer significativamente su posición política frente a Estados Unidos, que continuó apoyando a las fuerzas kurdas bajo el pretexto de combatir al Estado Islámico. En junio de 2017, Turquía completó la construcción de un muro de 828 km en la Frontera entre Siria y Turquía.
El 20 de enero de 2018, Turquía lanzó su segunda ofensiva militar, denominada Operación Rama de Olivo, nuevamente en conjunto con unidades del Ejército Libre Sirio. El objetivo era expulsar a unos 5.000 milicianos kurdos de las YPG de la región de Afrín. La operación concluyó en marzo de 2018, logrando el control total de la provincia. En el curso de esta ofensiva, 46 soldados turcos perdieron la vida.

## Participación de potencias extranjeras en la guerra
Tanto el Gobierno sirio como la oposición han recibido apoyo militar y diplomático de países extranjeros que lideran el conflicto para ser descrito a menudo como una guerra de poder. Los principales aliados del gobierno sirio son Rusia, Irán y Hezbolá. El principal organismo de oposición sirio (la coalición siria), recibe apoyo político, logístico y militar de Estados Unidos, Reino Unido y Francia.
Los países progubernamentales están involucrados política y logísticamente, proporcionando equipos militares, entrenamiento y tropas de combate. El gobierno sirio también recibió armas de Rusia y el apoyo de SIGINT directamente del GRU, además de importante apoyo político de Rusia.
Algunos rebeldes sirios reciben entrenamiento de la CIA en bases en Catar, Jordania y Arabia Saudita. Bajo los auspicios de la operación Timber Sycamore y otras actividades clandestinas, operativos de la CIA y tropas de operaciones especiales de los Estados Unidos han entrenado y armado a casi 10.000 combatientes rebeldes a un costo de mil millones de dólares anuales desde 2012. La coalición siria también recibe apoyo logístico y político de los estados sunitas, especialmente Turquía, Catar y Arabia Saudita. Según Seymour Hersh, «la inteligencia estadounidense estima que Arabia Saudita financia a la oposición con una suma de $700 millones al año (2014)». La designación de la FSA por parte de Occidente como una facción de oposición moderada le ha permitido, bajo los programas de ejecución de la CIA, recibir armamento sofisticado y otro apoyo militar de los Estados Unidos, Turquía y algunos países del Golfo.
France 24 informó que «el Estado Islámico, con quizás 3.000 yihadistas extranjeros entre sus filas, recibe donaciones privadas de los estados del Golfo». Se estima que EI llegó a vender petróleo por $1M a 4M por día (principalmente a compradores turcos), durante al menos seis meses en 2013. Este hecho contribuyó en gran medida a su crecimiento. El gobierno turco también ha sido acusado de ayudar al EI haciendo la vista gorda a las transferencias ilegales de armas, combatientes, petróleo y antigüedades saqueadas a través de la frontera sur.  En octubre de 2012, varios grupos religiosos iraquíes se unieron al conflicto en Siria en ambos bandos.
El 21 de agosto de 2014, dos días después de que el periodista fotográfico estadounidense James Foley fuera decapitado, el ejército estadounidense admitió que un intento encubierto de rescate, con docenas de fuerzas de operaciones especiales de Estados Unidos, se había realizado para rescatar a estadounidenses y otros extranjeros cautivos en Siria por militantes del EI. Ese intento de rescate fue la primera acción militar terrestre estadounidense conocida dentro de Siria. El tiroteo resultante acabó con un soldado estadounidense herido. El rescate no fue exitoso ya que los cautivos no estaban en el lugar señalado. El 11 de septiembre de 2014, el Congreso de los Estados Unidos expresó su apoyo para dar al Presidente Obama los $500 millones que se necesitaban para armar y entrenar a los rebeldes sirios. Un día después, el entonces secretario de Estado de los EE. UU., John Kerry, se reunió sin éxito con líderes turcos para asegurarse el respaldo contra el EI.
Los planes involucraban a Irak en el ataque al EI, el secretario de prensa del Pentágono, John Kirby, dijo que "la campaña aérea en Irak, que comenzó el 8 de agosto, entraría en una fase más agresiva". Más tarde, militares estadounidenses y turcos anunciaron un plan conjunto para eliminar a los combatientes del Estado Islámico, los cuales ocupaban 100 km a lo largo de la frontera turca.
En 2015, Catar, Arabia Saudita y Turquía apoyaban abiertamente al ejército de conquista, un grupo rebelde paraguas, que incluía a los grupos islamistas Frente al-Nusra, Ahrar al-Sham y a la Legión del Sham. En diciembre de ese año, el Grupo Soufan estimó que un total de 27.000-31.000 combatientes extranjeros de 86 países habían viajado a Siria e Irak para unirse a grupos extremistas.

### Israel
Israel y sus fuerzas armadas han participado en diversos ataques y operativos, tanto militares como humanitarios, en la guerra civil siria. Estos operativos incluyen ataques contra fuerzas sirias y sus aliados, así como apoyo a la oposición. Aunque la posición oficial de Israel es de neutralidad, el país se opone firmemente a la participación de Irán en el conflicto.
El papel militar de Israel se ha centrado en ataques aéreos y con misiles, aunque no fueron reconocidos oficialmente hasta 2017. Según el jefe de personal de las Fuerzas de Defensa de Israel (FDI), el Teniente General Gadi Eizenkot, Israel ha atacado más de 1.000 objetivos iraníes desde 2017 bajo la estrategia denominada "la campaña entre guerras".
Desde 2013, el ejército israelí ha armado y financiado a al menos una docena de grupos rebeldes en Siria. Además, en junio de 2016, Israel lanzó la Operación Buen Vecino, una iniciativa humanitaria para asistir a las víctimas de la guerra civil siria.
Israel también ha llevado a cabo ataques aéreos contra convoyes que transportaban armas a milicias apoyadas por Irán, como Hezbolá. En 2018, se estimó que Israel había lanzado alrededor de 2.000 bombas sobre presuntos objetivos iraníes en Siria.

## Armamento

### Armas químicas
Sarín, agente mostaza y gas de cloro han sido utilizados durante el conflicto. Lo que produjo una reacción internacional, especialmente los ataques en Guta en 2013. En su momento, se solicitó a una misión de investigación de la ONU que investigara presuntos ataques con armas químicas. En cuatro casos, los inspectores de la organización confirmaron el uso de gas sarín.
Los Estados Unidos y la Unión Europea han acusado al gobierno sirio de realizar varios ataques químicos. Tras los ataques de Guta y la presión internacional, comenzó la destrucción de las armas químicas de Siria. En 2015, la misión de la ONU reveló rastros no declarados previamente de compuestos de sarín en un «sitio de investigación militar». En agosto de 2016, otro informe confidencial de las Naciones Unidas y la OPAQ culpó explícitamente a los militares sirios de arrojar bombas de cloro en Talmenes en abril de 2014 y Sarmin en marzo de 2015. También culpó al EI de usar gas mostaza en Marea en agosto de 2015. Después del ataque químico de Khan Shaykhun en abril de 2017, Estados Unidos lanzó un ataque contra las fuerzas del gobierno sirio.

### Bombas de racimo
Siria no es parte de la Convención sobre Municiones de Racimo y no reconoce la prohibición del uso de bombas en racimo. Se dice que el Ejército sirio comenzó a usar bombas de racimo en septiembre de 2012. Steve Goose, director de la División de Armas de Human Rights Watch, dijo que
Siria está expandiendo su implacable uso de municiones de racimo, un arma prohibida, y los civiles están pagando el precio con sus vidas y extremidades. La explosión inicial es solo el comienzo porque las municiones en racimo a menudo dejan bombas sin explotar que matan y mutilan mucho tiempo después.

### Armas termobáricas
El Gobierno sirio utiliza armas termobáricas de procedencia rusa. En 2015, The National Interest informó que Rusia estaba desplegando el lanzacohetes múltiple TOS-1 Buratino en Siria, «diseñado para lanzar cargas termobáricas masivas contra la infantería en espacios confinados, como las zonas urbanas». Esta arma puede destruir un área de aproximadamente 200×400 metros con una sola salva. Desde 2012, los rebeldes dijeron que la Fuerza Aérea Árabe Siria utiliza armas termobáricas contra las áreas ocupadas por rebeldes, como en la batalla de Alepo y también en Kafr Batna. Por otro lado, un panel de investigadores de derechos humanos de las Naciones Unidas informó que el gobierno sirio utilizó bombas termobáricas en Qusayr en marzo de 2013. En agosto de ese mismo año, la BBC informó sobre el uso de bombas incendiarias similares al napalm en una escuela en el norte de Siria.

### Misiles antitanque
Varios tipos de misiles antitanque están en uso en Siria. Rusia ha enviado 9M133 Kornet, misiles guiados antitanque de tercera generación al gobierno sirio, cuyas fuerzas los han usado ampliamente contra armaduras y otros objetivos terrestres para combatir a yihadistas y rebeldes. Los misiles BGM-71 TOW, hechos en los Estados Unidos, son una de las principales armas de los grupos rebeldes y han sido proporcionados principalmente por los Estados Unidos y Arabia Saudita. Los Estados Unidos también han suministrado muchos lanzadores de 9K111 Fagot de Europa del Este a grupos rebeldes sirios bajo su programa Timber Sycamore.

### Misiles balísticos
En junio de 2017, Irán atacó objetivos del EI en el área de Deir ez-Zor con misiles balísticos Zolfaghar lanzados desde el oeste de Irán, viajando entre 650 y 700 km.

## Consecuencias de la guerra

### Muertes

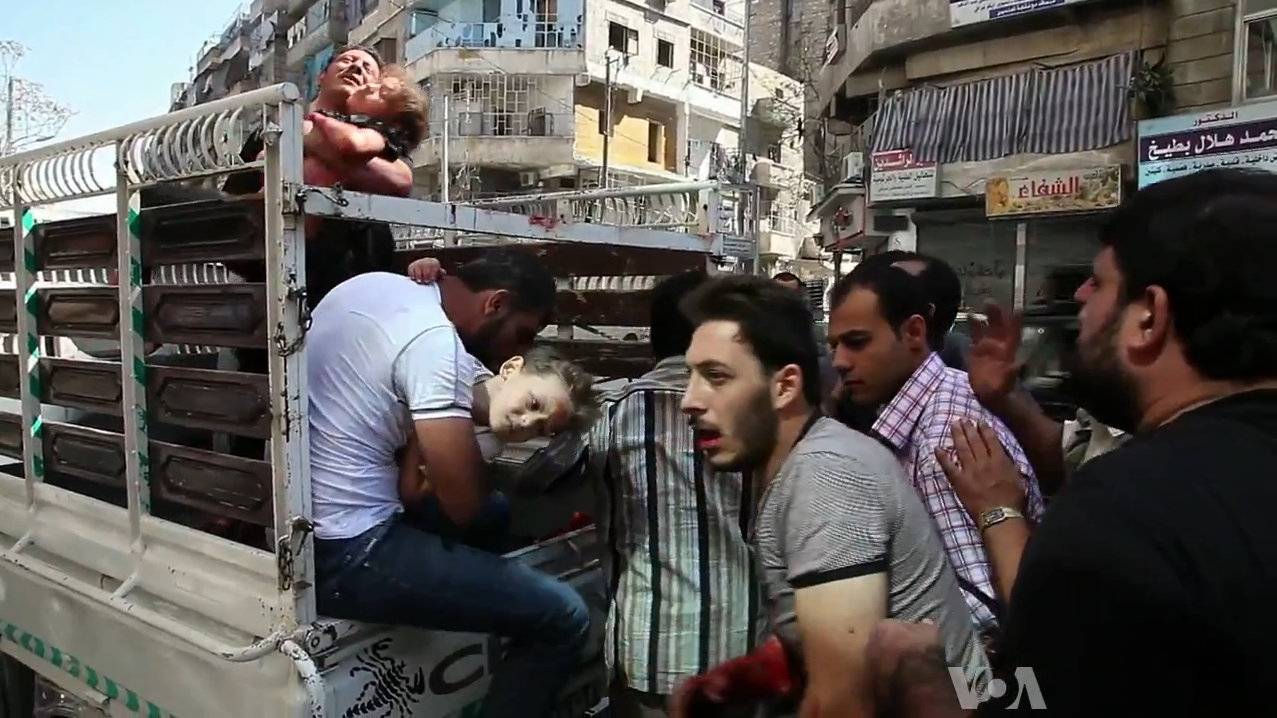
Civiles heridos llegan a un hospital en Alepo, octubre de 2012.

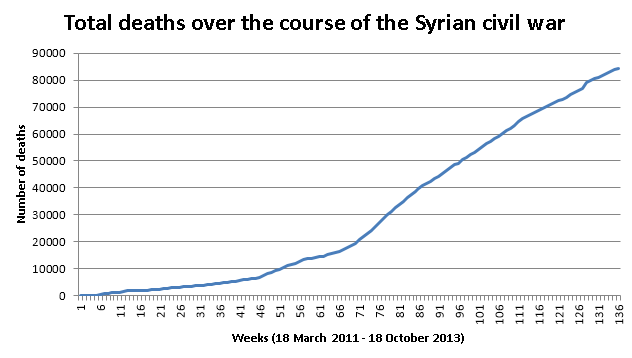
Total de muertes durante el conflicto en Siria (18 de marzo de 2011–18 de octubre de 2013) según datos del Consejo Nacional de Siria.

El 2 de enero de 2013, la ONU declaró que 60 000 personas habían muerto desde el inicio de la guerra. Cuatro meses después, la cifra se incrementó a los 93 000. El 13 de junio de 2013, la actualizó a 92 901 hacia finales de abril de 2013. Uno de los problemas ha sido determinar el número de «combatientes armados» que han muerto, debido a que algunas fuentes consideraban a los rebeldes que no eran desertores del gobierno como civiles. Se calcula que al menos la mitad de los muertos confirmados son combatientes de ambos bandos, incluidos 52 290 gubernamentales y 29 080 rebeldes, con 50 000 muertes adicionales de combatientes no confirmados. Además, UNICEF informó que más de 500 niños habían sido asesinados a principios de febrero de 2012 y, según informes, otros 400 fueron arrestados y torturados en cárceles (ambas situaciones han sido impugnadas por el gobierno sirio). Además, se estima que más de 600 detenidos y presos políticos murieron bajo tortura. A mediados de octubre de 2012, el grupo activista de la oposición SOHR informó que el número de niños muertos en el conflicto había aumentado a 2 300 y en marzo de 2013, fuentes de la oposición declararon que más de 5000 niños habían muerto.
En enero de 2014, se publicó un informe que detalla la matanza sistemática de más de 11 000 detenidos del gobierno sirio.
Más tarde, el 20 de agosto, un nuevo estudio de la ONU concluyó que al menos 191 369 personas habían fallecido en el conflicto sirio. Posteriormente, la ONU dejó de recopilar estadísticas, pero un estudio realizado por el Centro Sirio para la Investigación de Políticas publicado en febrero de 2016, estimó que la cifra de muertos era de 470 000 y de 1.9 millones de heridos (alcanzando un total del 11.5 % de la población).

### Enfermedades
Las enfermedades infecciosas, antes raras, se han diseminado en áreas controladas por los rebeldes provocadas por el saneamiento deficiente y el deterioro de las condiciones de vida. Las enfermedades han afectado principalmente a los niños. Estos incluyen el sarampión, la fiebre tifoidea, la hepatitis, la disentería, la tuberculosis, la difteria, la tos ferina y la leishmaniasis. Particularmente, preocupa la poliomielitis contagiosa y paralizante. A finales de 2013, los médicos y las agencias internacionales de salud contabilizaron más de 90 casos, con críticas por falta de acceso a servicios de salud en las áreas bajo de control rebelde.

### Desplazamiento y migración de refugiados

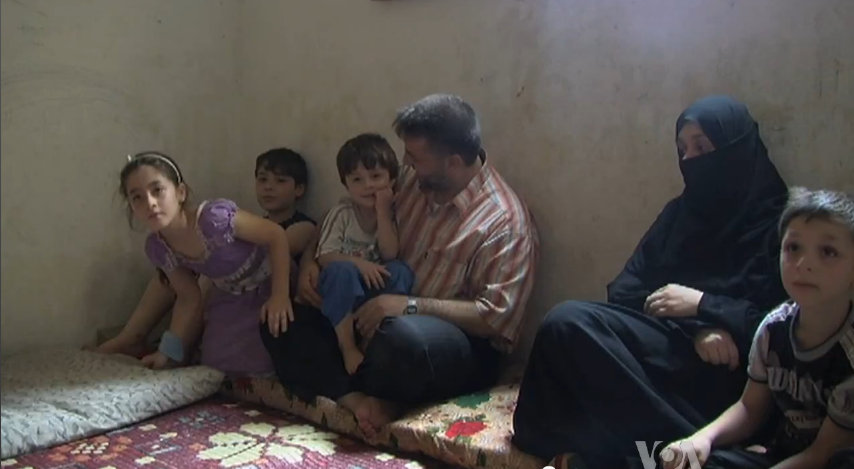
Refugiados sirios en el Líbano, viviendo en estancias muy reducidas (6 de agosto de 2012).

En 2013, uno de cada tres refugiados sirios (alrededor de 667 000 personas) estaban en Líbano. Otros huyeron a Jordania, Turquía e Irak. Los primeros campamentos sirios aparecieron en Turquía en julio de 2011. En septiembre de 2014, la ONU declaró que el número de refugiados sirios había superado los tres millones. El patriarca católico griego Gregorio III Laham afirmó que más de 450 000 cristianos sirios fueron desplazados. En marzo de 2015, se estimó que unos 10.9 millones de sirios (más o menos la mitad de la población) habían sido desplazados, 3.8 millones se habrían vuelto refugiados. También en 2015, Turquía aceptó 1.700.000 de refugiados sirios, la mitad de los cuales se encontraban repartidos por diversas ciudades y una docena de campamentos bajo la autoridad directa del Gobierno turco. En septiembre de 2016, la Unión Europea informó que había 13.5 millones de refugiados que necesitan asistencia en el país.

### Violaciones de derechos humanos
El Estado Islámico fue acusado en 2014 por la ONU de haber perpetrado ejecuciones públicas, amputaciones y otros ataques en una campaña para infundir miedo en las gobernaciones de Alepo y Raqa (crímenes de lesa humanidad). Los periodistas estadounidense James Foley y Steven Sotloff fueron ejecutados aquel año por el EI, quien afirmó que se trataba de una represalia por las operaciones de Estados Unidos en Irak. Según el Comité para la Protección de los Periodistas, hasta 2015, al menos 70 periodistas había sido asesinados cubriendo la guerra de Siria y más de 80 habían sido secuestrados. El 22 de agosto de 2014, el Frente al-Nusra publicó un video de soldados libaneses capturados y exigió que Hezbolá se retirara de Siria bajo la amenaza de su ejecución.
En 2015, un informe de Amnistía Internacional acusaba al gobierno sirio de hacer desaparecer de manera forzosa a más de 65.000 personas desde el comienzo de la guerra. En 2016 el opositor Observatorio de los Derechos Humanos de Siria (OSDH), afirmaba que al menos 60.000 personas habían sido asesinadas desde 2011 mediante torturas o debido a pésimas condiciones humanitarias en las prisiones del gobierno. En 2017, AI publicó otro escrito en el que acusaba al gobierno de asesinar a unas 13.000 personas en la prisión militar de Sednaya, calificándola de «política de exterminio deliberado». Meses después, los Estados Unidos declararon que se había identificado un crematorio cerca de la prisión que era utilizado para incinerar restos humanos y así encubrir las pruebas de aquellos crímenes de guerra. El gobierno sirio negó tales las acusaciones.
Según un estudio de 2018 de Amnistía Internacional (AI), tanto el Gobierno como los rebeldes «habían cometido violaciones de los derechos humanos». El estudio afirma que «las fuerzas del gobierno y sus aliados (especialmente Rusia) perpetraron ataques indiscriminados o directos contra la sociedad civil y sus bienes mediante bombardeos en los que utilizaron armas prohibidas internacionalmente, matando e hiriendo a centenares de personas. Además mantuvieron asedios en zonas donde limitaron el acceso a la ayuda humanitaria a miles de civiles. Las fuerzas del gobierno y también extranjeras negociaron acuerdos que provocaron el desplazamiento forzado de miles de civiles». Además, AI ratificó que «los grupos de oposición bombardearon indiscriminadamente zonas civiles y las sometieron a asedio, limitando igualmente el acceso a la ayuda humanitaria». El informe destacaba que «el Estado Islámico había cometido homicidios ilegítimos de civiles, a quienes utilizó como escudos humanos». Finalmente, también se señalaba que «la coalición internacional contra Estado Islámico había efectuado ataques en los que hubo víctimas civiles, en violación del derecho internacional humanitario».
En octubre de 2019, AI aseguró que «las tropas turcas y sus aliados cometieron crímenes de guerra durante su ofensiva en el noreste de Siria ese mismo mes». El Gobierno turco lo consideró parte de una «campaña de difamación». La ONU también investigó a Francia por el traslado desde Siria a Irak de presos yihadistas franceses.

### Amenazas sectarias

Mapa de la composición etno-religiosa de Siria en 1976.

Los sucesivos gobiernos de Hafez y Bashar al-Assad han estado estrechamente asociados con el grupo religioso alauita, una minoría del país (rama de los chiitas) mientras que la mayoría de la población y oposición es sunita. A partir de diciembre de 2012, los alauitas comenzaron a ser amenazados y atacados por grupos de lucha rebeldes predominantemente sunitas, como el Frente Al-Nusra y el FSA.
Un tercio de los 250 000 hombres alauitas en edad militar han fallecido combatiendo en la guerra civil. En mayo de 2013, el opositor SOHR declaró que «de los 94 000 muertos durante la guerra, al menos 41 000 eran alauitas». Muchos cristianos sirios informaron que habían huido después de que ser atacados por milicianos rebeldes.
Al Jazeera informó en su momento que «los drusos acusan a los rebeldes de cometer atrocidades contra su comunidad en Siria […] La minoría drusa de Siria se ha mantenido fiel al presidente Bashar al-Assad desde que comenzó la guerra en 2011.»
Un líder rebelde llegó a alegar que «las milicias chiitas a menudo intentan ocupar y controlar los símbolos religiosos en la comunidad sunita para lograr no solo una victoria territorial, sino también sectaria». «Ocupan al parecer mezquitas y reemplazan los íconos sunitas con imágenes de los líderes chiitas».
Según la Red Siria por los Derechos Humanos, las milicias han cometido abusos contra los derechos humanos, entre ellos «una serie de masacres sectarias entre marzo de 2011 y enero de 2014 que dejaron 962 civiles muertos».

### Ola de delincuencia
A medida que el conflicto se extendía por Siria, muchas ciudades se vieron envueltas en una ola de delitos, ya que muchas estaciones de policía dejaron de funcionar. Aumentaron las tasas de robo. Las tasas de secuestros también se elevaron. En julio de 2012, el grupo de derechos humanos Women Under Siege había documentado más de 100 casos de violaciones y agresiones sexuales durante el conflicto. Los precios de las armas en el mercado negro en los países vecinos de Siria aumentaron significativamente desde el inicio del conflicto. Para generar fondos para comprar armas, los grupos rebeldes se volcaron a la extorsión, el robo y el secuestro.

### Patrimonio cultural

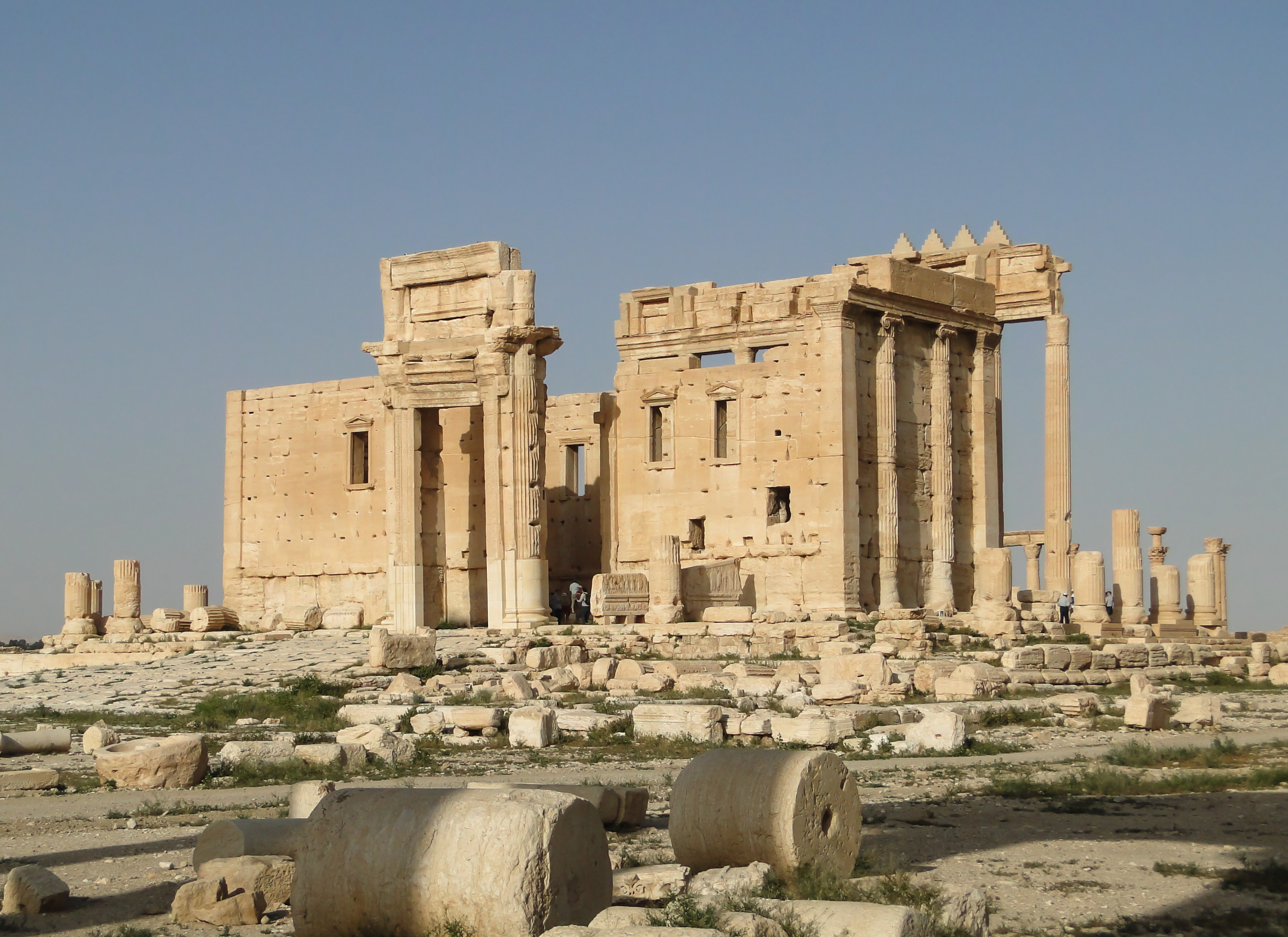
El Templo de Bel en Palmira, destruido por el EI en agosto de 2015.

La guerra ha inspirado su propia obra de arte particular, hecha por sirios.  Una exposición a fines del verano de 2013 en Londres, en la Galería P21, mostró parte de este trabajo (sacado como contrabando de Siria).
Durante 2014 y 2015, el Estado Islámico demolió varios lugares culturales en Siria como parte de una destrucción deliberada del patrimonio cultural. En Palmira, el grupo destruyó muchas estatuas antiguas, los Templos de Baalshamin y Bel, además de muchas tumbas (incluida la Torre de Elahbel y parte del Arco Monumental). También se dañó su castillo durante la retirada de 2016.  El EI también acabó con varias esculturas antiguas en Raqa, así como varias iglesias, incluida la Iglesia Memorial del Genocidio Armenio en Deir ez-Zor.
Para inicios de 2015, se había afectado a 290 localizaciones, dañado severamente 104 y destruido 24. Cinco de los seis monumentos sirios incluidos en el Patrimonio Mundial de la UNESCO  también han sido dañados. La destrucción de las antigüedades causada por bombardeos y el saqueo de varias tell, museos y otros monumentos.
La UNESCO enumeró a los seis lugares del Patrimonio Mundial de Siria como «en peligro de extinción», aunque no es posible realizar una evaluación directa de los daños. La Ciudad vieja de Alepo sufrió graves daños durante las batallas en el distrito, mientras que Palmira y Krak des Chevaliers también los sufrieron, pero de menor alcance. La excavación ilegal se considera un grave peligro, pero cientos de antigüedades sirias aparecieron en Líbano. Además, se tiene constancia de que tres museos arqueológicos fueron saqueados. Por otra parte, en Raqa, algunos lugares fueron demolidos por islamistas extranjeros debido a las objeciones religiosas.
En enero de 2018, los ataques aéreos turcos dañaron seriamente un antiguo templo neohitita en la región de Afrin, construido por los arameos en el primer milenio antes de Cristo.

### Expansión internacional
A partir del 5 de junio de 2014, los miembros del Estado Islámico (EI) cruzaron la frontera desde Siria hasta el norte de Irak y tomaron el control de grandes franjas de territorio iraquí cuando el ejército del país había abandonado sus posiciones. La lucha entre rebeldes y las fuerzas gubernamentales también se extendió al Líbano en varias ocasiones. Hubo repetidos incidentes de violencia sectaria en la Gobernación de Líbano Norte entre simpatizantes y opositores del gobierno sirio, así como enfrentamientos armados entre sunitas y alauitas en Trípoli. En 2015, la Fuerza Aérea Árabe Siria utilizó ataques aéreos contra el EI en Raqa y al-Hasakah en coordinación con el gobierno iraquí.

## Esfuerzos de paz

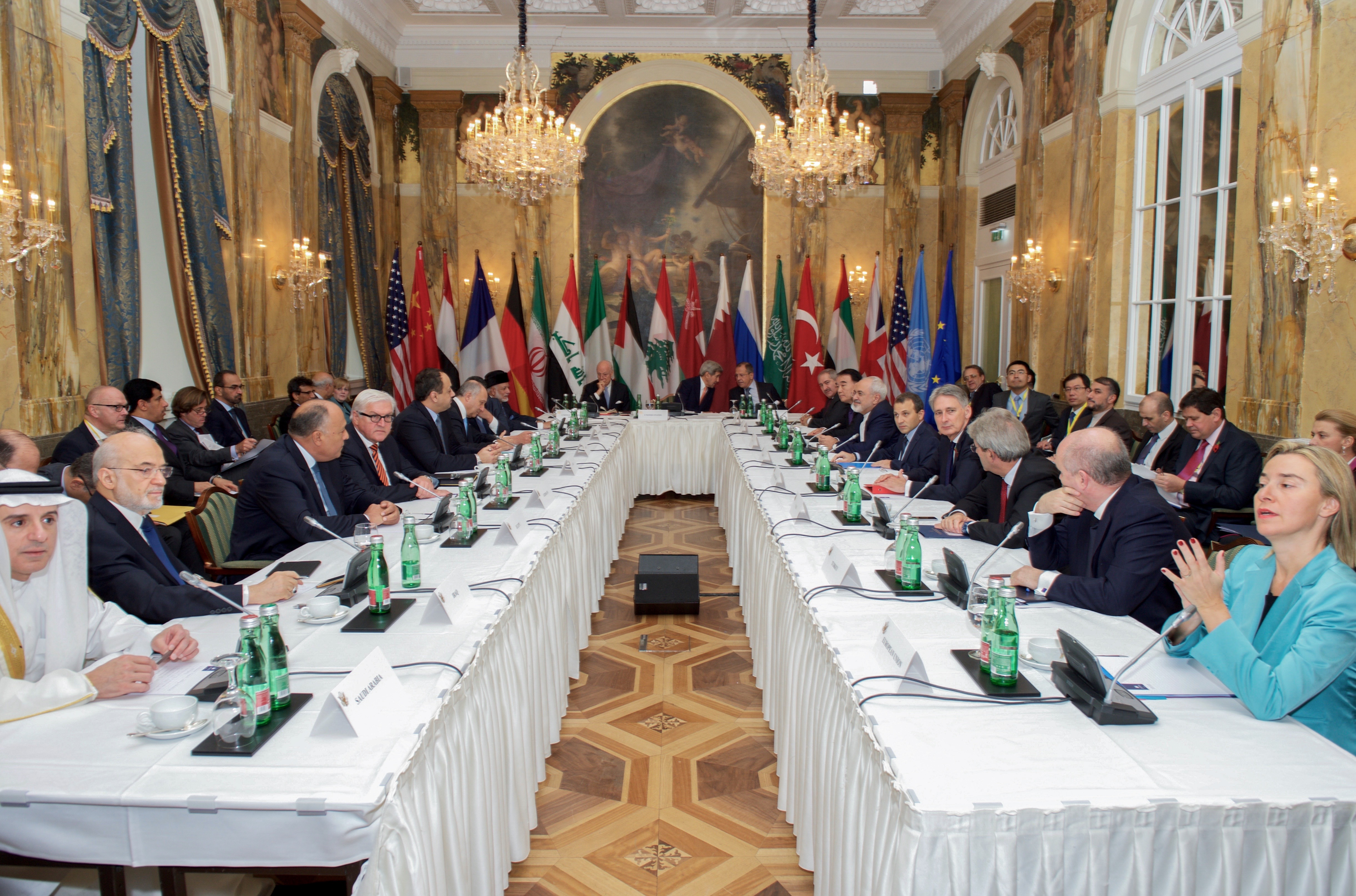
Conversaciones de paz en Siria en Viena, 30 de octubre de 2015.

Durante el curso de la guerra, ha habido varias iniciativas internacionales de paz, emprendidas por diferentes actores. El gobierno sirio ha rechazado los esfuerzos para negociar con lo que describe como «grupos terroristas armados». En febrero de 2016, la Organización de las Naciones Unidas (ONU) anunció el inicio formal de las conversaciones de paz con Siria en Ginebra bajo su auspicio, pero días después el mediador de paz del organismo suspendió las conversaciones. Tras reanudarse las mismas en marzo de 2016, el gobierno sirio insistió en que la discusión sobre la presidencia de Bashar al-Ásad «era una línea roja».
En septiembre de 2016, durante la quinta cumbre del «Proceso de Astaná», los garantes de Rusia, Turquía e Irán se comprometieron a explorar vías para reducir la tensión en la provincia de Idlib, dominada por una facción salafista. El año anterior, dichos líderes ya habían pactado un acuerdo para detener una ofensiva del régimen sirio. Sin embargo, meses después se renovaron las hostilidades. Una nueva ronda de contactos entre el gobierno sirio y algunos grupos de rebeldes en el país concluyó el 24 de enero de 2017 en Astaná, Kazajistán, donde los garantes de Rusia, Irán y Turquía apoyaron el acuerdo de alto el fuego negociado a finales de diciembre de 2016.
En octubre de 2019, representantes del Gobierno y de la oposición se reunieron por primera vez en Ginebra en un foro auspiciado por la ONU. El denominado Consejo Constitucional Sirio (integrado a partes iguales por delegados del Gobierno, la oposición y la sociedad civil) recibió un mandato para acordar una reforma de la constitución que dé paso a la celebración de elecciones plurales.

## Reconstrucción
En 2020, la guerra continuaba parcialmente en el noreste del país, particularmente en la gobernación de Idlib. En julio de 2018, se estimaba que la reconstrucción costaría un mínimo de 400 mil millones de dólares, dinero que provendría de países aliados, la diáspora siria y la tesorería estatal. Irán expresó su interés en participar en la reconstrucción del país. Además, se sugirió la posibilidad de recurrir a donantes internacionales como financiadores de los trabajos de reconstrucción.
En noviembre de 2018, se informó que los esfuerzos de reconstrucción habían comenzado. Sin embargo, enfrentaban grandes desafíos debido a la falta de materiales de construcción y la necesidad de una gestión eficiente de los recursos existentes. Los trabajos de reconstrucción se llevaron a cabo de manera limitada, centrándose principalmente en ciertas áreas específicas y priorizando la infraestructura básica.
El 13 de mayo de 2018, el primer ministro sirio, Emad Khamis, anunció la rehabilitación del sistema eléctrico en Deir ez-Zor, lo que permitió la reconexión eléctrica por primera vez desde el inicio de la guerra. Al día siguiente, la Empresa General de la Refinería de Homs logró producir un sustituto del aceite de compresores estadounidense utilizado en la Fábrica de Gas del Sur de la Región Central, contribuyendo a mantener la operatividad del sector energético.
El 19 de mayo de 2018, se reinició el campo gasífero de Dabisan, ubicado en Al-Raqa, con una producción de 250,000 m³ diarios. El 25 de mayo, el ministro de Economía y Comercio Exterior, Samer Khalil, señaló que la reconstrucción de la industria petrolera y gasífera sería una prioridad, junto con la exploración de nuevos yacimientos. En junio, cientos de familias comenzaron a regresar a localidades en el sureste de Idlib a través del cruce de Abu al-Duhur, tras la reparación de la red eléctrica.
Sin embargo, la reconstrucción enfrenta serios desafíos debido a la presencia de tropas extranjeras. Al menos 900 militares estadounidenses custodian el 70 % de los pozos de petróleo sirios, ubicados en los campos de Rmelan y Al Omar. En 2020, la compañía estadounidense Delta Crescent Energy LLC firmó un contrato con las Fuerzas Democráticas Sirias para explotar estos campos, modernizar los sistemas de extracción e instalar dos refinerías. Este acuerdo se realizó bajo una excepción a las sanciones de Estados Unidos contra Siria.

## Los Zubayd
En mayo de 2023, el Consejo Militar de Deir Ezzor, hasta entonces integrante de las FDS y compuesto por tribus árabes, proclamó el «Emirato de Zubayd» en referencia a una tribu del siglo VII que se extendió desde Siria hasta Irán. Su líder, Ahmed al-Khbayl, recibió el apoyo de varios jeques tribales de Raqqa, Alepo y otras zonas, quienes prometieron respaldo a esta nueva entidad. Sin embargo, desde la perspectiva de las FDS, esta nueva estructura representaba una amenaza para la organización liderada por los kurdos. Las FDS afirmaron que la rebelión fue instigada por el régimen de Assad y sus aliados iraníes. A finales de julio de 2023, las FDS intentaron arrestar a al-Khbayl, lo que desató enfrentamientos entre tribus árabes y fuerzas kurdas, resultando en cinco muertes. Un segundo intento el 27 de agosto tuvo éxito, lo que provocó enfrentamientos entre los seguidores de al-Khbayl y elementos kurdos de las FDS al día siguiente. En el transcurso de las dos semanas siguientes, decenas de árabes y kurdos murieron en los combates.
Aunque las tensiones árabe-kurdas se aliviaron un poco después de que el líder militar kurdo de las FDS, Mazloum Abdi, admitiera errores y prometiera abordar las preocupaciones tribales árabes y liberar a algunos detenidos árabes, los ataques militares de Turquía aumentaron. El 5 de octubre de 2023, Turquía lanzó una campaña de bombardeos en el noreste de Siria. Los bombardeos turcos dañaron más de la mitad de la infraestructura petrolera y eléctrica del noreste de Siria controlada por los kurdos, asestando un golpe a su economía dependiente del petróleo. La instalación petrolera de Aliyan, en las afueras de Rmelan, resultó seriamente dañada por los ataques turcos. Por otra parte, el EI ha vuelto a realizar ataques contra unidades del Ejército Sirio progubernamental estacionadas en el desierto, subrayando la persistente amenaza del grupo años después de su derrota territorial.

## Ofensiva rebelde y caída de Al-Ásad
El 27 de noviembre de 2024, pocas horas después de la tregua en el Líbano tras la invasión israelí, se desató una nueva ofensiva rebelde que provocó el colapso del régimen de Bashar al-Ásad.

### Preparativos
A principios de noviembre, la inteligencia de Estados Unidos alertó a su milicia afín, el Ejército Libre Sirio, de que se preparase para una lucha que podía poner fin al régimen de Al-Ásad. Los israelíes, por su parte, entregaron a los yihadistas suníes sirios armas y misiles confiscados a Hezbolá.

### Desarrollo de la ofensiva
El ataque inicial sorprendió al régimen sirio debido a la coordinación entre grupos rebeldes, incluyendo remanentes del Ejército Libre Sirio, milicias islamistas y facciones apoyadas por Turquía. La ofensiva comenzó con la captura de 13 aldeas estratégicas, incluidas Urm Al-Sughra, Anjara y la Base 46, la mayor instalación militar del régimen en la región. A medida que la ofensiva avanzaba, las fuerzas rebeldes tomaron control de partes significativas de la provincia de Alepo, reanudando los enfrentamientos en la ciudad de Alepo después de años de relativa calma.
El 28 de noviembre, aviones rusos y sirios respondieron con intensos bombardeos sobre posiciones rebeldes. Sin embargo, estos ataques no lograron detener el avance de los insurgentes. Además, las fuerzas iraníes sufrieron un golpe significativo con la muerte del general de brigada Kioumars Pourhashemi, un alto asesor militar iraní en Siria.

### Avances hacia Damasco y la caída del régimen
El 30 de noviembre, los rebeldes capturaron Hama y Homs, debilitando aún más las líneas defensivas del régimen. El 7 de diciembre, las fuerzas insurgentes alcanzaron las afueras de Damasco. En las zonas periféricas, manifestantes derribaron estatuas del presidente, marcando simbólicamente el colapso del régimen.Estados Unidos ordenó al ELS avanzar hacia Palmira y otras zonas del este de Siria para evitar que cayeran en manos del ISIS, a la vez que bombardeaba desde el aire posiciones del ISIS.
El 8 de diciembre, se informó que Bashar al-Ásad había abandonado Damasco con destino desconocido. Poco después, el alto mando del ejército sirio declaró la disolución oficial del régimen. Al-Ásad y su familia fueron evacuados a Moscú, donde Rusia les concedió asilo.Israel aprovechó el vacío de poder para lanzar una invasión de la zona limítrofe con los Altos del Golán y destruir la práctica totalidad de la aviación, artillería antiaérea y marina de guerra del gobierno sirio.
Se formó un gobierno de transición controlado por el HTS y presidido por Mohamed al-Bashir.